# 산리즈카 투쟁
산리즈카 투쟁(일본어: 三里塚闘争 산리즈카토소[*])은 1966년부터 일본 지바현 나리타시의 농촌 지역인 산리즈카 및 그 부근에서 발생해 현재까지 이어지고 있는 지역 주민 및 신좌파 활동가들에 의한 신도쿄 국제공항(통칭 나리타 국제공항)의 건설 또는 존속에 반대하는 투쟁이다. 나리타 투쟁(일본어: 成田闘争 나리타토소[*])이라고도 한다.
산리즈카 투쟁은 공항 건설 지역이 현재의 위치로 결정되기까지의 경위 및 공항 부지 내외의 민유지 취득 문제, 소음 문제 등으로 인해 공항 건설에 반발한 지역 주민들이 혁신정당(사회당·공산당)의 지도하에 결성한 산리즈카 시바야마 연합공항반대동맹(이하 반대동맹)의 반대 운동을 원류로 한다. 개항을 서두른 일본 정부가 기동대 투입을 비롯한 각종 강경책을 펴자 이에 대응하기 위해 반대 동맹은 신좌파 정파들과 결합하면서 과격화되었다. 특히 정부 측과 반대 측의 불통이 반복되면서 투쟁의 규모가 격렬해졌는데, 개항이 예정보다 지연되었을 뿐 아니라 쌍방에 사망자가 발생하는 참사가 되었다.
개항 이후에도 테러·게릴라 사건과 강력한 반대 운동이 계속되어 공항의 확장이 주춤해졌고, 한때 세계 최고의 국제공항 지위에 있던 나리타 공항은 국가간 공항 개발 경쟁에서 점차 도태되었다. 또한 지역 사회에 주민 간의 갈등을 남겼을 정도로 일본 사회에 큰 영향을 주었다. 이 투쟁은 공공사업의 본연의 자세에 있어서도 일본 국내외에 큰 파문을 일으켰으며, 독일의 프란츠 요제프 슈트라우스 공항 건설 등 일본 내외의 공공사업 진행 및 개발에 영향을 주었다.

## 공항 계획 부상 이전의 산리즈카 주변 환경

### 어료목장

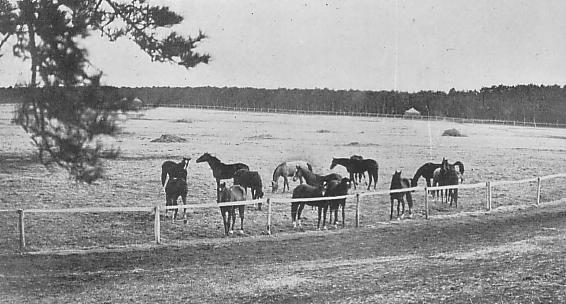
1930년의 어료목장

지바현 북부는 《속일본기》에 기록된 “율령국정 목지 방우마"(令諸国定 牧地 放牛馬, 율령국에서 소와 말을 사육하기 위한 목지로 지정됨)로서 700년(몬무 4년)부터 쭉 말의 목용지로 알려졌으며, 겐페이 합전 때 동국의 겐지에게 군마를 공급했다. 에도 시대 때는 코가네 5목과 사쿠라 7목이 설치되어 군마 사육생산이 이루어졌다.
20세기에 들어 식산흥업을 추진한 메이지 정부는 사쿠라 7목 중 하나였던 돗코목에 근대 목축의 상징인 양모 자급을 위한 목양장을 설치했다. 이 목양장이 이후 궁내청 시모후사 어료목장(이하 어료목장)이 된다.
산리즈카에서는 목장과 관계된 상점들이 성업하여 청과점·어물전·양재점 등의 위세가 날아가는 새를 떨어뜨릴 정도였다. 때때로 목장을 방문하는 일본 황실의 황족들도 주민들에게 친근하고 친밀한 존재였다. 히로히토 황태자(후의 쇼와 천황)의 결혼을 기념해 심은 대나무 숲에, 초봄이면 먼 곳에서까지 꽃놀이를 오는 일본 유수의 벚꽃길까지, 산리즈카는 지바현 제일의 경승지로 알려졌다.
다카무라 고타로도 《춘구》(春駒)에서 〈산리즈카의 봄은 크구나〉(三里塚の春は大きいよ)로 시작하는 시에서 옛 어료목장의 모습을 읊었다. 훗날 지바현 북부 주민들이 “어료 목장을 모르는 놈은 공항에 반대할 근거가 없다.” “사실은 (공항 건설로 인하여) 어료 목장이 없어진다고 하니, 이 사람들은 모두 미쳐 버린 것이다.”라고 말했을 정도로 어료목장은 인근에서 생활을 영위하는 주민들에게 물심양면으로 빼놓을 수 없는 존재였다.

### 고촌

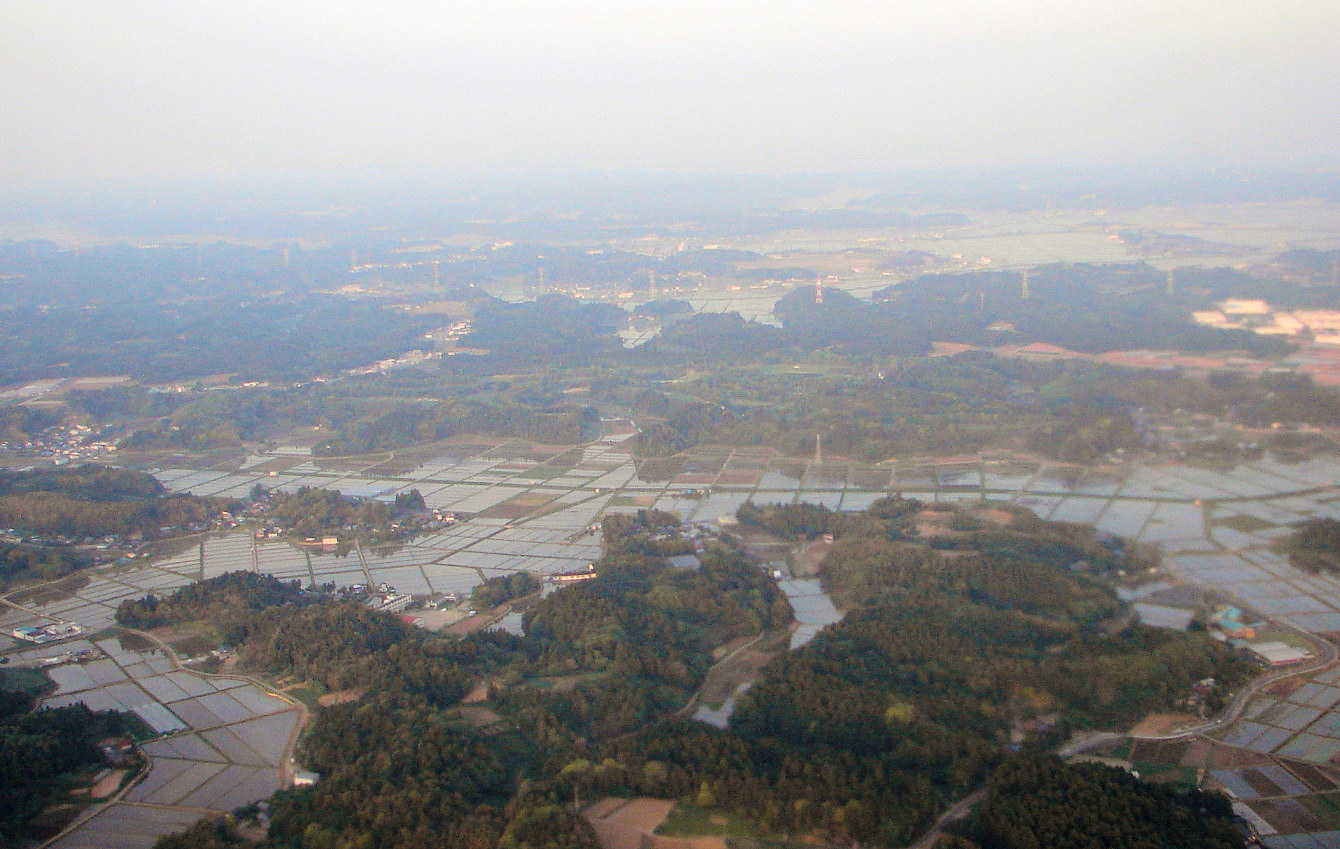
시바야마정의 곡진전(2009년).

시모사 대지가 침식되어 만들어진 곡호(谷戸)에는 예로부터 곡진전이라는 습전(湿田)에서 농작이 이루어졌다. 그래서 에도 시대부터 농업이 계속되어온 취락을 고촌(古村)이라고 했으며, 강력한 촌락공동체가 형성되어 있었다. 시바야마의 집락 대부분이 고촌이며, 나리타 쪽에도 돗코와 고마이노가 이에 해당했다.
고마이노에는 과거 시인 미즈노 요슈가 살면서 땅이 개간되는 모습을 노래한 단가를 짓기도 했다.
이 땅은 시모사국과 가즈사국의 분수령에 위치하고, 에도 시대에는 천령의 대관이 관할하는 구역의 말단이었기에 강력한 통치권이 미치지 않았다. 그래서 권력에 반항적인 풍토가 형성되어 있었다고 한다. 1914년 이미 농민조합이 조직된 시바야마정(당시는 지요다촌과 후타가와촌으로 나뉘어져 있었음)은 농촌의 계급지배에 관한 수많은 분쟁이 이루어졌으며, 지바현에서 농민운동이 가장 활발한 지역이었다.

### 개척부락

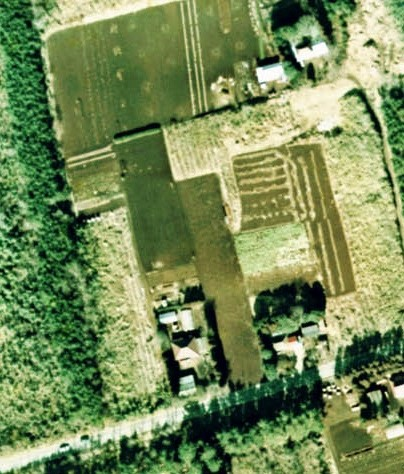
개척농가의 항공사진(1974년). 각 집마다 네모난 구획을 가진 것이 특징이다.

제2차 세계 대전 패전 직후인 1946년, 일본의 전후 농지 개척 사업의 일환으로 어료목장 부지 중 약 1,000 정보가 농지로 개방되었고, 현유림의 일부였던 토지가 매각되면서 이주가 시작되었다. 덴나미·기노네·히가시산리즈카·후루고메·도호 등 나리타 측의 경작지 대부분이 이 때부터 개간되기 시작한 것이다. 당시 정착민들은 신궁민(新窮民)이라고도 불렸는데, 패전으로 인해 식민지에서 쫓겨난 히키아게샤, 오키나와 전투로 황폐해진 이후에 미국의 통치에 놓여 귀향할 수 없게 된 오키나와현 출신자, 장남이 아니라 가독을 잇지 못한 농가의 차남 이하 아들들 등으로 구성되어 있었다. 불하 가격은 단당 80엔(쇼트피스 2통 상당) 정도였다.
신궁민들은 대부분 가진 것 하나 없이 개간을 시작했기 때문에 생활상이 매우 가난했다. 신궁민들은 개간이 어려워 낮에는 고촌에서 소작하여 수익을 얻고 밤에 달빛 아래에서 괭이 1개로 개간을 했다. 밥 지을 시간도 아까워서 4일치 쌀을 솔잎 따위로 쪄서 공기가 닿아 쉬는 부분을 최소화해서 먹었다. 그리고 전기도 수도도 통하지 않는 삼각형의 허술한 짚오두막에서 원시적인 생활을 영위했다.
농가로서의 생존을 건 토지분쟁도 발생했다. 열악한 환경에 견디지 못한 정착민들은 차츰차츰 떠나갔다. 결과적으로 이 땅에 남은 것은 탈락자들로부터 농지를 매입해 생계를 이을 수 있을 만큼의 농지면적을 확보한 사람들이었다.
덴진미네·요코보리·도요미 등은 1923년에 궁내성 어료목장의 2,000 정보가 매각되어 메이지 시대-다이쇼 시대에 개간된 취락들이었다. 도쿄신전(新田)은 이 지역에서 행해진 개간지 중에서 특히 오래된 것으로, 미츠이 하치우에몬 등 부호들의 출자에 의해 설립된 개간회사에 고용된 도쿄궁민(東京窮民)들이 개간을 수행했다. 이들 도쿄궁민은 메이지 유신 이후에 실직한 하급 무사·무가의 고용인·유랑민 등으로 구성되었는데, 태풍 피해 등 어려움에 직면하자 견디지 못하고 도망하는 자가 속출했다. 개간회사는 결국 실적 부진으로 폐업하지만, 이 땅에 머물러 개간을 계속한 도쿄궁민이나 떠나간 도쿄궁민으로부터 농지를 취득한 농민들은 그 소작료 상납과 토지 소유를 놓고 지조개정으로 지권을 얻은 도쿄의 거상들과 긴 재판 투쟁을 통해 권리를 보장받았다. 이런 경험이 있기에 이 지역의 농민들에게는 토지에 대한 집착이 깊이 새겨져 있었다.

## 분쟁 발생 배경

### 급증하는 항공 수요

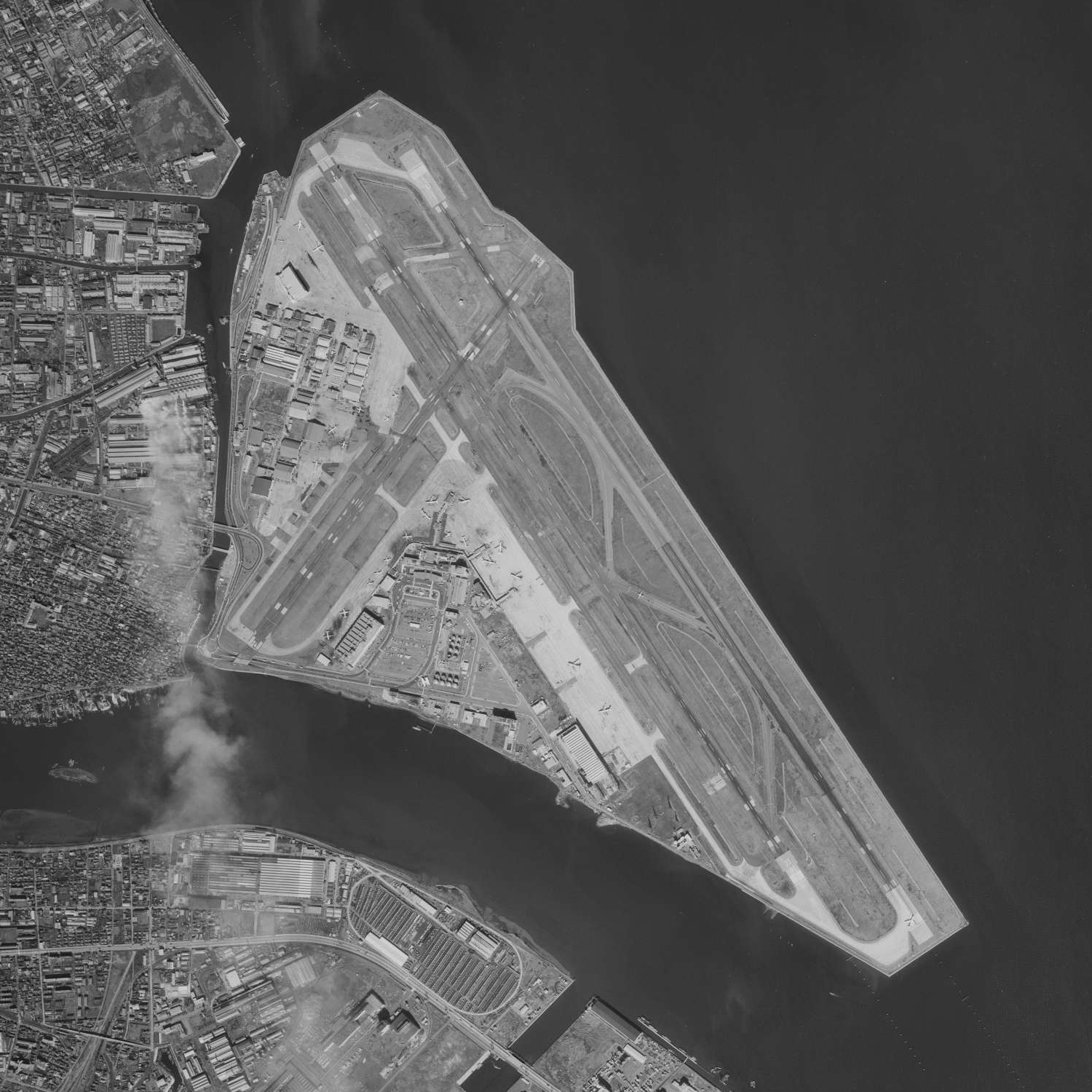
1965년 하네다 공항의 항공 사진

제트시대가 개막하며 1960년대 초반 대량수송시대가 시작되었다. 그와 때를 맞춘 고도경제성장으로 일본의 항공 수요는 급격히 증가했으며, 여객수요 증가와 항공기 발착횟수 증가추세가 유지된다면 1970년 무렵 도쿄국제공항(하네다 공항)의 능력이 한계에 도달할 것으로 예상되었다. 그러나 아래와 같은 이유로 하네다 공항의 확장성은 기대할 수 없었다.
1. 공항 북서쪽의 오타구, 시나가와구는 인가밀집지대기 때문에 항공기 소음대책이 곤란하고, 공항 남서쪽에는 가와사키시의 석유 콤비나트가 인접해 있으며, 남쪽으로는 타마강 하구에 접하기 때문에,[주해 5] 확장할 수 있는 것은 동쪽의 도쿄만 앞바다 방향밖에 없다.[38][39][40]
2. 당시 선박이 쇄도하여 펑크 상태가 된 도쿄항의 확장계획이 먼저 진행 중이며, 하네다 공항을 이쪽으로 확장한다면 해상운송과 항만능력 증강에 현저한 지장을 초래한다.[34][38][39][41]
3. 당시 항만토목 기술수준으로는 수심 20 미터 해저의 매립이 곤란했다.[주해 6][34][38][42][40][41][43]
4. 주일미군이 관리하는 전용항로 도쿄 서부공역 외에 군용비행장들이 있는 관제공역과의 균형 문제로 항공기의 출발 경로 설정이 현저한 제한을 받을 수 있다.[주해 7][34][38][42][43][44][45]
5. 건설상의 제약으로 각 활주로를 독립 운용할 수 있도록 배치할 수 없어 활주로 당 처리능력이 저하될 것이다.[주해 8][주해 9][40]

그래서 하네다 공항 C활주로 정비를 진행하던 당시 운수성도 하네다가 장래에 수요를 충당할 수 있을지 여부에 관해서, 향후 초음속 여객기가 주류가 된다면 “그 실현이 불가능하다”고 보고 있었다. 이에 정부(이케다 내각)는 다가오는 국제화에 따르는 항공 수요 증가에 대비해 하네다 공항을 대체할 본격적인 국제공항 건설계획 수립에 착수, 1962년 11월 16일 제2국제공항 건설 방침이 각의결정되었다.

### 신공항계획의 책정과 도미사토공항 방안

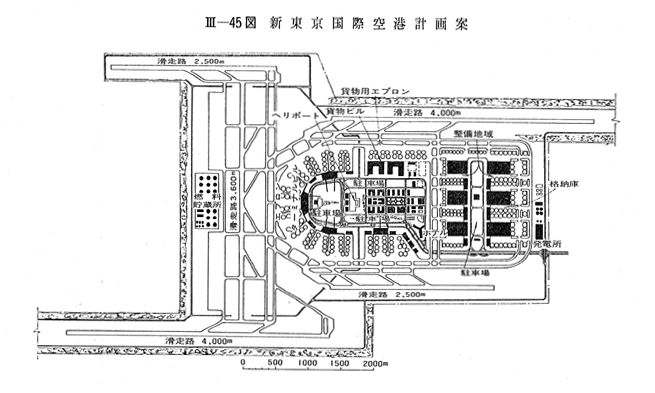
신도쿄공항(가칭)의 초안 설계도.

#### 신공항 청사진과 항공심의회의 답신
1963년 6월 일본 운수성이 작성한 '신도쿄국제공항'(新東京国際空港, 통칭 '아오모토'(青本)) 책자에서 나온 "당초 계획에서의 신공항"에서는 초음속 항공기용 4,000 m 주활주로 2개, 횡풍용 3,600 m 활주로 1개, 국내선용 2,500 m 활주로 2개로 구성되어 총 부지 면적 약 2,300헥타르(ha)로 당시 하네다 공항(350 ha)는 물론 세계 주요 공항(히스로 공항 1,100 ha, 파리 오를리 공항 1,600 ha, 존 F. 케네디 국제공항 2,000 ha 등)과 비교해도 매우 넓은 선진 공항으로 계획되었다.
아오모토 책자가 발표된 시기 무렵 공항 건설지에 대한 본격적인 검토도 시작되어 후보지로 지바현 우라야스시, 인바 늪, 기사라즈시 앞바다, 도미사토촌(현 도미사토시)-야치마타정(현 야치마타시) 부근, 시로이시, 이바라키현 가스미가우라호 인근, 야타베 등이 꼽혔다. 이 후보지는 전부 도쿄 동쪽에 있으며 특히 이용 가능한 영공이 있고 부지 면적이 넓은 지바현에 후보지가 집중되었다.
1963년 12월 11일 항공심의회가 운수대신 아야베 겐타로에게 가장 유력한 3개 후보지에 다음과 같이 답하면서 도미사토촌 마을 인근이 후보지로 가장 적당하다고 말했다.
1. 우라야스 해역은 영공의 편의성 면에서는 가장 매력적이지만, 하네다와 관제상의 관계[주해 11] 및 매립지 조성 경비[주해 12]가 주요 난점이며, 기상 조건도 임해 공업 지대의 조성이 본격적으로 진행되면 스모그로 어려움이 예상된다.
2. 가스미가우라호 인근 지역은 항공자위대의 이바라키 공항에 영향을 줄 수 있다.
3. 도미사토촌 부근은 기상조건에 따라 활주로 방향을 탄력적으로 결정할 수 있어 지형, 도심과의 거리 양면에서 가스미가우라호 해역보다 훨씬 조건이 좋다.

이 때 항공심의회는 "이 기회에 어중간한 크기의 공항을 만드는 것은 장래에 큰 화근이 될 것이므로, 가능한 한 수용능력이 매우 큰 공항을 세우는 것을 기본적인 방향으로 정해야 한다"라고 말했다. 또한 항공심의회에서는 토지 수용 문제에 대해서는 아무런 언급도 하지 않았다.

#### 건설성 및 당내 파벌과의 갈등
이때까지 후보지 중 하나로 꼽혀왔던 기사리즈시 인근은 하네다 공항의 진입경로로 교통의 요충지였기 때문에 위의 항공심의회 답신에서는 "가장 유력한 3개 후보지"에 제외되었다. 기사리즈 방안은 건설성의 고노 이치로가 추진하던 유력안으로 특히 고노는 하네다 공항을 폐항해서라도 도쿄만을 매립해 신공항을 건설해야 한다고 주장하며 양보하지 않았으며 이 주장에 다나카 가쿠에이 재무대신과 아카기 무네노리 농림대신도 동조하는 등 답신 후에도 공방이 계속되었다.
이런 안건 다툼은 운수성과 건설성 사이의 세력 갈등이자 자유민주당 내 관료파와 정당인파의 분쟁으로 이 다툼의 배경에는 준설공사나 토지매매를 둘러싼 여러 업자들이 끼어있다는 주장도 나왔다. 항공 관제 면에서는 시모우사다이치가 이상적인 위치라고 판단하면서도 정치력이 없던 운수성이 여러 실력자들의 동향에 휘둘러 지역 주민들의 존재가 무시당했다는 비판도 존재한다.

#### 도미사토 안건으로 결정
1965년 11월 18일, 사토 에이사쿠 내각은 같은 해에 실시한 시추 조사 결과 가스미가우라는 후보지로 적당하지 않다며 관계각료간담회에서 공항 건설지로 도미사토를 결정하였으며, 하시모토 도미사부로 관방장관은 기자회견에서 "관계각료협의에서 신공항을 도미사토에 짓는 것으로 내정하였다. 내일 각의결정한다"라고 전격적으로 발표하였다. 이에 매립안을 강력하게 추진하던 고노가 급사하고 내륙안에 난색을 표하고 있던 도모노 다케토 지바현지사가 병환으로 부재중인 것을 틈타 날치기 식으로 발표했다는 비판이 이어졌다.
공항의 면적이 거대해 도미사토 마을의 거의 절반이 공항으로 바뀔 예정이었으며, 공항 주변에도 이루어질 개발 사업을 생각한다면 도미사토공항은 일본 근대 목축의 발상지이자 스에히로 농장을 비롯한 일본 농장경영의 모범 사례로 여겨지던 마을이 통째로 소멸됨을 의미했다.
1960년대 당시에는 2000년대 이후 현대와는 달리 항공기 이용이 대중적이지 않았고 소음 등 외부 불경제의 부담이 큰 공항은 지역 내 단순한 혐오시설로만 인식되었기 때문에 이미 공항 건설 후보지였던 지역 곳곳에서는 공항 건설 반대 운동이 벌어지고 있었다. 도미사토촌에서는 이미 1963년 "도미사토·야치마타 공항건설반대동맹"이 수립되어 정부의 결정이 지연되는 동안 혁신정당이 지원하는 반대 운동이 일어나고 있었다. 또한 갑자기 일방적으로 공항 건설지로 쫓겨나게 될 현지 농민들은 "무엇이 후보지로 최선인 것인가. 현지 조사도 인사도 없이 일방적으로 결정되어야 하겠는가. 이곳은 일본 제일의 농경지다. 농지는 우리의 생명이다"라고 주장하며 격렬하게 저항하였다.
결국 도미사토, 야치마타 지역 주민들은 공항 건설 결정 이후 더욱 격렬한 항의 활동을 시작하였을 뿐 아니라 정부의 발표 직전까지 사전에 전혀 소식을 듣지 못한 지방 행정 단체까지 격렬히 반발하면서 각의결정은 일단 취소되었다. 지바현청에서는 "도미사토로 결정될 경우 생명을 장담할 수 없다"라거나 "베트콩 작전으로 철저하게 항전한다"라는 등 협박성 전화나 담판이 쇄도하였다.
또한 1960년대 일본은 중앙 정부, 지방자치단체, 주민 간 역학관계가 변화하고 있는 시기에 해당하였으나 지금까지 지역에서의 진정서나 청원을 받아들여 비행장을 건설하는 경우가 대부분이었던 운수성에서는 용지 취득과 관련하여 지역주민과 협의를 어떻게 할지도 전혀 결정하지 못했으며, 주민 대책으로서 "용지 매수 조건", "대체 토지", "전업 대책", "소음 대책" 4가지 조건을 들고 항의한 지바현 측에게도 "신도쿄국제공항공단법을 다음 국회에서 제출하고 그 공단에 각 부처를 파견하여 상담하도록 한다"라는 정도로만 해결하러 하였다. 이러한 "현지는 정부가 결정한 것에 따르기만 하면 된다"라는 식의 운수성의 관료주의적인 태도로 주민들의 반응은 더욱 격화되었다.

### 산리즈카·시바야마의 등장

#### 물밑 조율

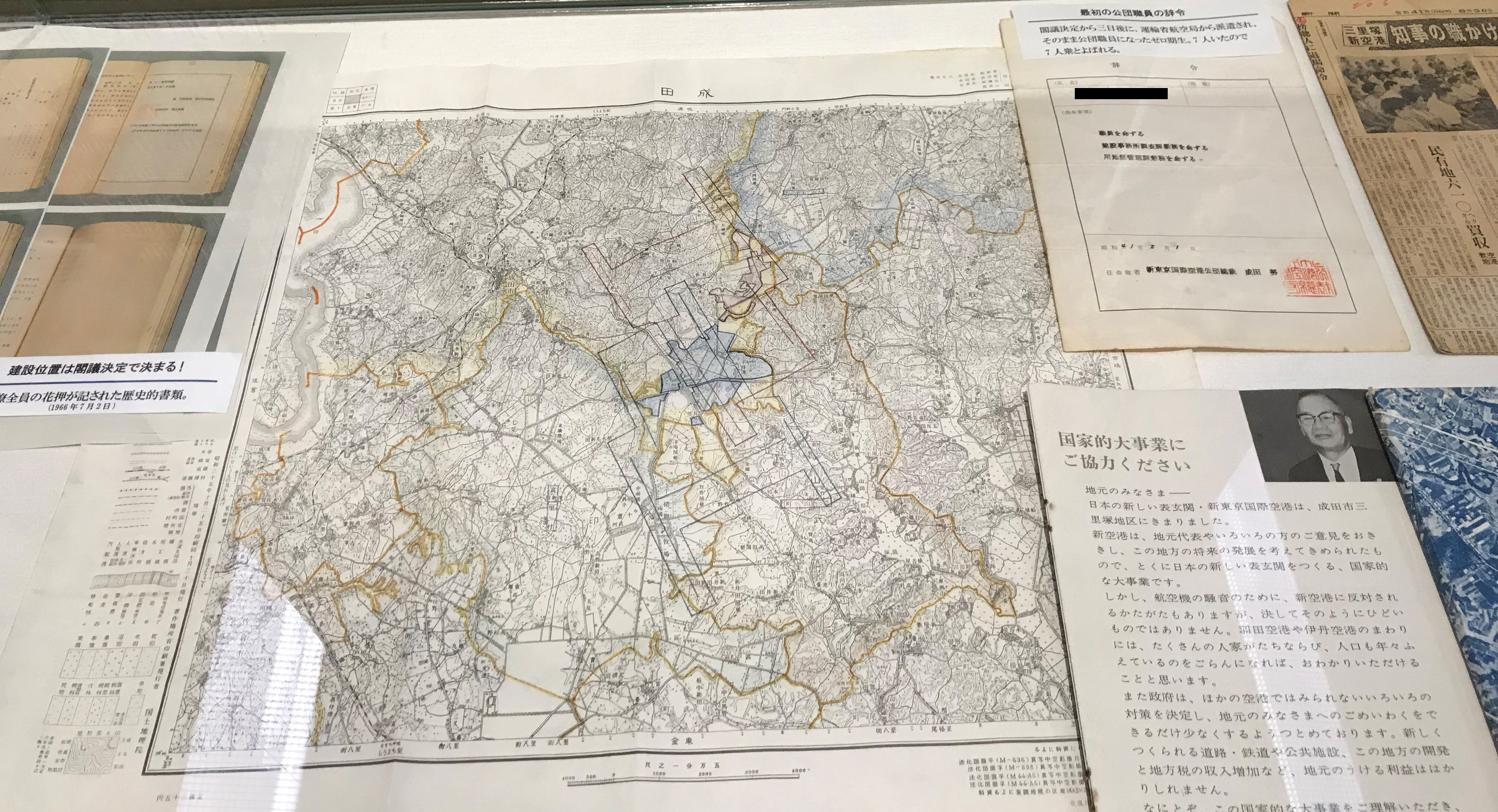
산리즈카의 공항 위치 검토도. 도미사토 공항안을 이용하여 계획도를 수립한 지도이다.(나리타 공항 하늘과 대지 역사관 전시품)

다음 해인 1966년이 되어도 도미사토공항 반대파 시위대가 지바현청에 난입하는 등 반대 운동은 수습될 기미를 보이지 않았다. 나아가 1966년 2월에서 3월 사이 전일본공수 60편 추락 사고(2월 4일), 캐나다 퍼시픽 항공 402편 착륙 실패 사고(3월 4일), 영국해외항공 911편 추락 사고(3월 5일) 등 일본 내에서 대규모 항공 사고가 연달아 일어났으며 특히 이 중 2건의 사고는 하네다 공항의 착륙 지원 능력의 부족과 관련된 사고로 안전한 공항 시설을 위한 빠른 정비 요구가 높아졌다. 하네다 공항이 너무 비좁다는 조종사들의 불만과 함께 일본 자국 항공사와 해외 항공사 양 측에서 나오는 요구도 무시할 수 없는 수준으로 올라가서 일본의 미래에 도쿄를 세계의 중심 중 하나가 되도록 한다는 계획을 실현하기 위해 신공항 건설이 필요하다는 결론으로 모아지고 있었다.
이런 요구를 받아들어 신공항 건설지 문제를 얼른 결론내리러는 운수성 관료 출신인 사토 에이사쿠 총리 아래에서 와카사 도쿠지 운수사무차관이 도모노 지사와 비밀리에 교섭하였다. 이와 병행해 자유민주당 정무조사회 교통부회에서도 대체안 검토가 시작되어 자유민주당 부총재 가와시마 쇼지로와의 알선을 거쳐 다음과 같이 합의하였다.
1. 공항 규모를 대폭 축소
2. 건설 위치를 약 4 km 동북쪽으로 이동하여 국유지인 어료목장을 건설지로 사용한다(이 당시 어료목장은 도미사토 안에서 농가 이전을 위한 대체지로 검토중이었다)

위와 같은 수정안으로 민유지를 최대한 쓰지 않는 산리즈카 안건이 급부상, 물밑 조정이 이루어졌다. 산리즈카 안은 하네다 공항의 존속을 전제로 한 기술적인 면을 우선하는 운수성과 "운수성을 비롯한 항공 관계자는 하늘만 보고 있고, 안정되지도 않았다"라고 비판하던 "현실정치가" 사이의 타협의 산물이기도 하였다.
또한 산리즈카 지구의 가난한 개척농민들은 매입가격을 상당히 과감하게 책정한다면 공항건설이 가능하다는 생각으로 고촌들을 피해 가능한 한 개척부락들 위에 건설하도록 공항 계획도를 변경하였다.
한편 운수성에서는 도미사토 안이야말로 이상적인 신공항의 형태이며, 산리즈카안은 '막간의' '잠정안'이다라는 인식이 남아있었다. 이미 정부와 지바현 사이 산리즈카 안건의 조정이 진행되던 1966년 6월 21일 나카무라 도라타 운수상은 "신공항은 도미사토·야치마타 외에는 없다"라고 기자회견에서 말한 후 공항 건설 즈음 설립이 예정되어 있던 공항공단 총재로 지명된 나리타 쓰토무는 7월 12일 "현지 농민의 찬성이 있다면 (정부안 이상으로) 확장하고 싶다"라고 말하여 현지 농민으로부터 불신을 샀다.

#### 각의 결정 및 동요하는 현지

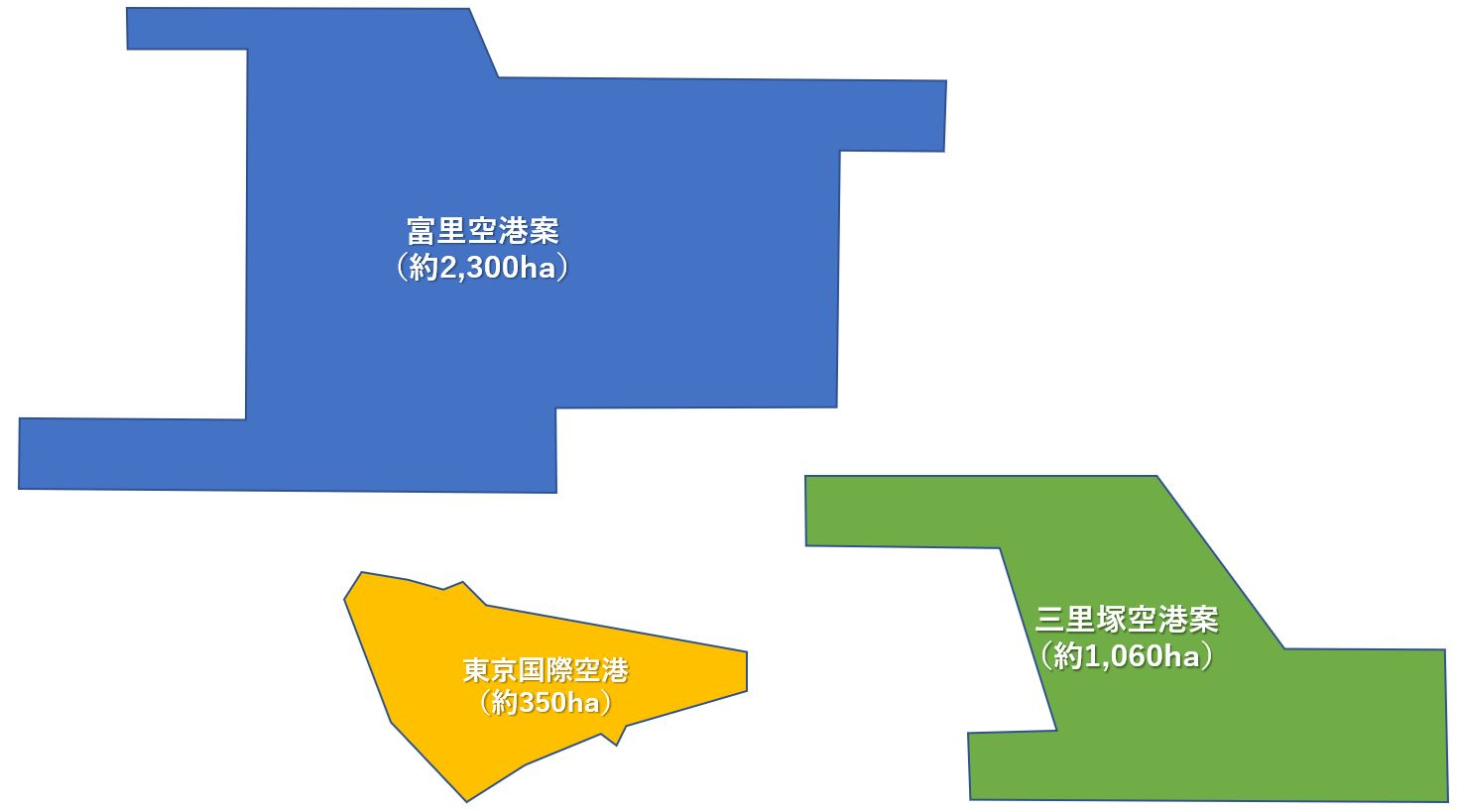
도미사토 공항안과 산리즈카 공항안 크기를 1966년 당시 하네다 공항과 비교한 지도.

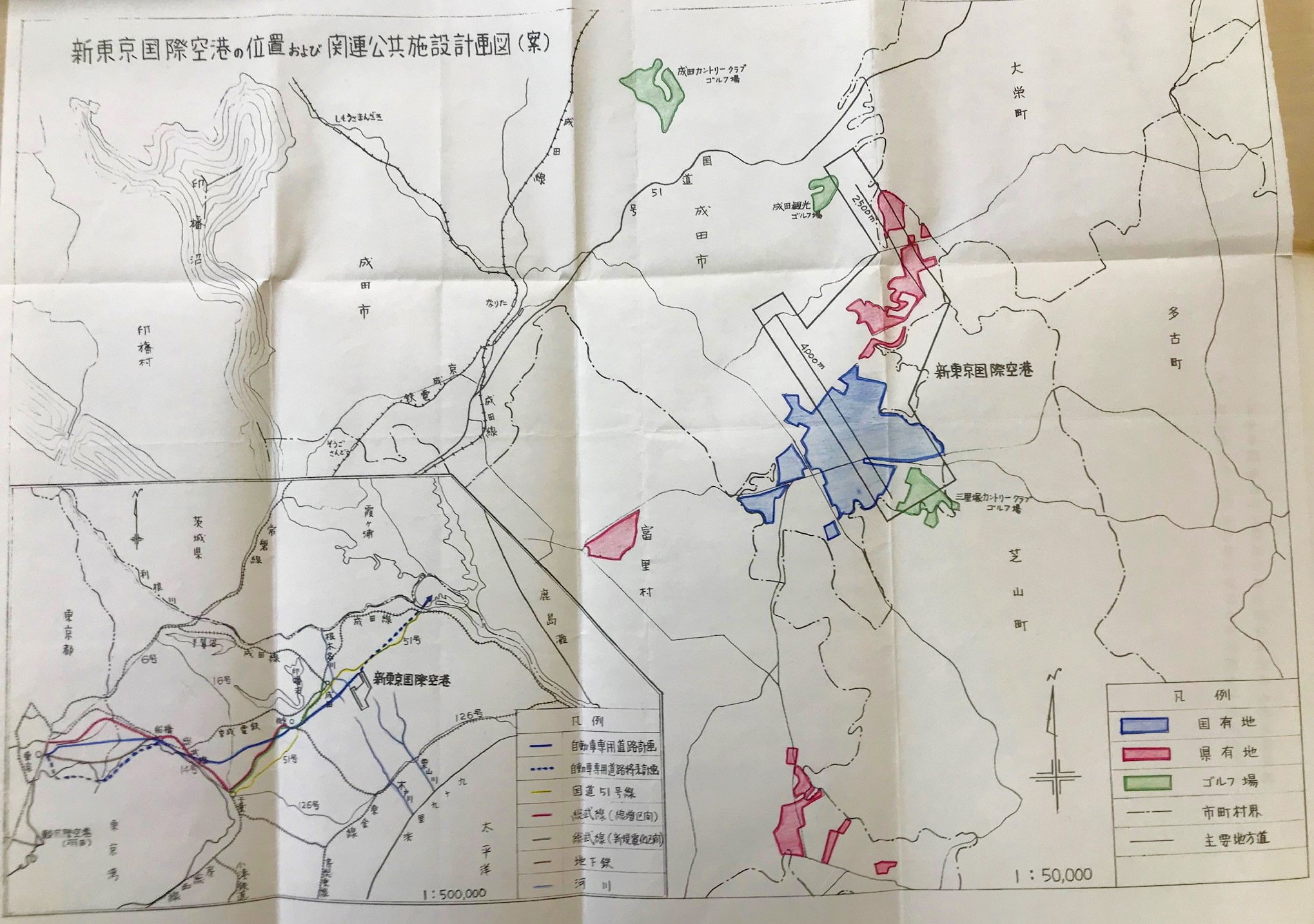
1966년 7월 4일 각의 자료. 공유지나 골프장을 최대한 이용하여 토지 수용 대상 사유지 면적을 최대한 줄이러는 의도가 있었다. (일본 국립 공문서관 소장)

나카무라 운수상이 "도미사토·야치마타 외에는 없다" 라고 말한 다음 날인 6월 22일 사토 총리가 산리즈카·시바야마 지구에 공항을 건설하는 계획을 도모노 지사와 협의하였고 그 내용이 보도되었다. 3일 후인 6월 25일 도모노 지사는 나리타 시장인 후지쿠라 다케오에게 위의 협의 사항을 정식으로 전달하였다.
이번에는 지바현 수장과는 조정이 이루어졌지만 현지 주민의 의견청취는 전혀 이뤄지지 않아 현지와는 한 마디 상담도 없이 공항이 떠밀려지는 판국이었다. 이 때문에 도미사토에서는 공항 건설을 강 건너 불구경으로 바라보고, 공항 건설로 경제적 혜택을 기대하였던 산리즈카·시바야마 지구 주민들도 갑작스럽게 공항 건설 내정지가 되었음을 보도로 알게 되자 "일반보(10아르, 대략 1,000 m²)나 되는 것(항공기)가 내려온다. 그런 것이 내려오면 어떻게 하나.", "전쟁이 일어나면 포탄이 먼저 떨어진다", "소음으로 소젖이 나오지 않을 것이다" 등 공황 상태에 빠져 도미사토처럼 거세게 반발하였다.
혁신 정당들에게도 산리즈카로의 계획 변경은 의표를 찔린 일이었으나 반격을 도모한 일본공산당이나 일본사회당의 지시에 따라 도미사토의 반대 운동을 지원하던 양단의 조직과 도미사토 주민들이 산리즈카 지역 현지로 달려가 동요하는 주민들에게 "도미사토와 같이 싸우면 반드시 공항을 쫓아낼 수 있다", "우리가 이겼으니, 당신들도 이길 수 있다"라고 주장하였다.
한계에 닿은 항공 수요를 해결하기 위해 개항을 서두른 사토 내각은 공항 계획 자체에 대한 교섭 행위에 응하지 않은 채 2주일 후인 7월 4일 "신도쿄 국제 공항의 위치 및 규모에 대하여"를 각의 결정하였다. 이 때 결정된 내용은 2017년까지 나리타 국제공항의 기본 계획으로 이어졌다. 다만 2018년 3월 14일 4자협의회에서 최종 협의한 기능강화방안은 이 기본 계획에 포함되지 않는다.
새 공항 계획은 운수성이 "21세기에도 견딜 수 있다"라며 자화자찬했던 도미사토 안보다는 대폭 축소되었지만 그래도 공항 건설 부지는 나리타시-시바야마정-다이에이정-다코정에 걸친 1,065 헥타르의 광대한 크기로 고료목장 등 국공유지 면적은 공항 계획지의 4할(국유지 243 ha, 공유지 152 ha)도 되지 않아 이곳에서도 670 ha에 달하는 325가구의 사유지의 수용이 문제가 되었으며 토지 협상 당사자도 천여 명이 넘었다.
그러나 이때까지도 일본 정부는 공항 건설을 낙관적으로 바라보고 있었으며 어디까지나 "5년 안에 완공시킬 프로젝트 팀"으로 각 방면에서 차출해 온 인원으로 신도쿄국제공항공단을 창설하였다. 이후 일률적으로 정해진 보상액 등의 제약이나 격렬한 반대 속에서 공항공단 직원들은 필사적으로 용지 매수 교섭을 하였으나 부처에서 파견된 직원들 중에서는 거만한 태도로 소유주를 대해 불만을 사게 만든 사람들도 있었고, "민간 업자들에게 맡겼으면 (용지 취득은) 더 빠르게 진행할 수 있었다"라고 돌아본 공항공단 직원들도 있었다.
1966년 12월 12일 운수성이 발표한 기본계획에서는 1971년 봄까지 활주로 1개와 서쪽 시설 절반(1기 지구)를 개항하기로 하며(공사는 1970년 중으로 완공), 나머지 시설(2기 지구)는 1973년 말까지 개항하는 것을 목표로 하였다.

## 개항 이전 분쟁 전개

### 초기 산리즈카 투쟁

#### 반대동맹 결성

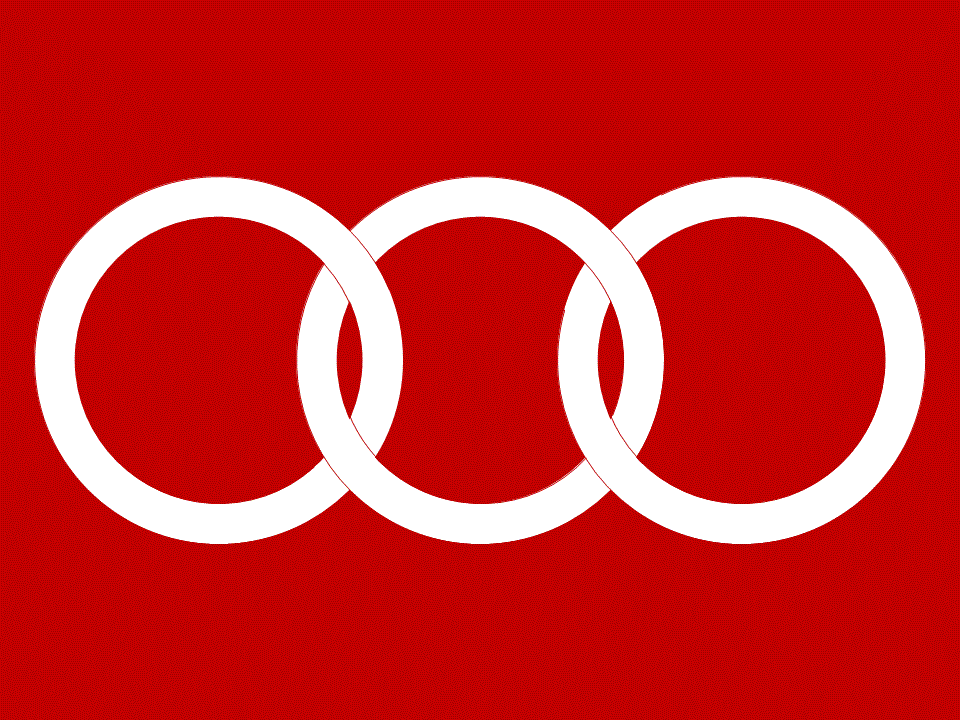
산리즈카 시바야마 연합공항반대동맹의 심볼마크.

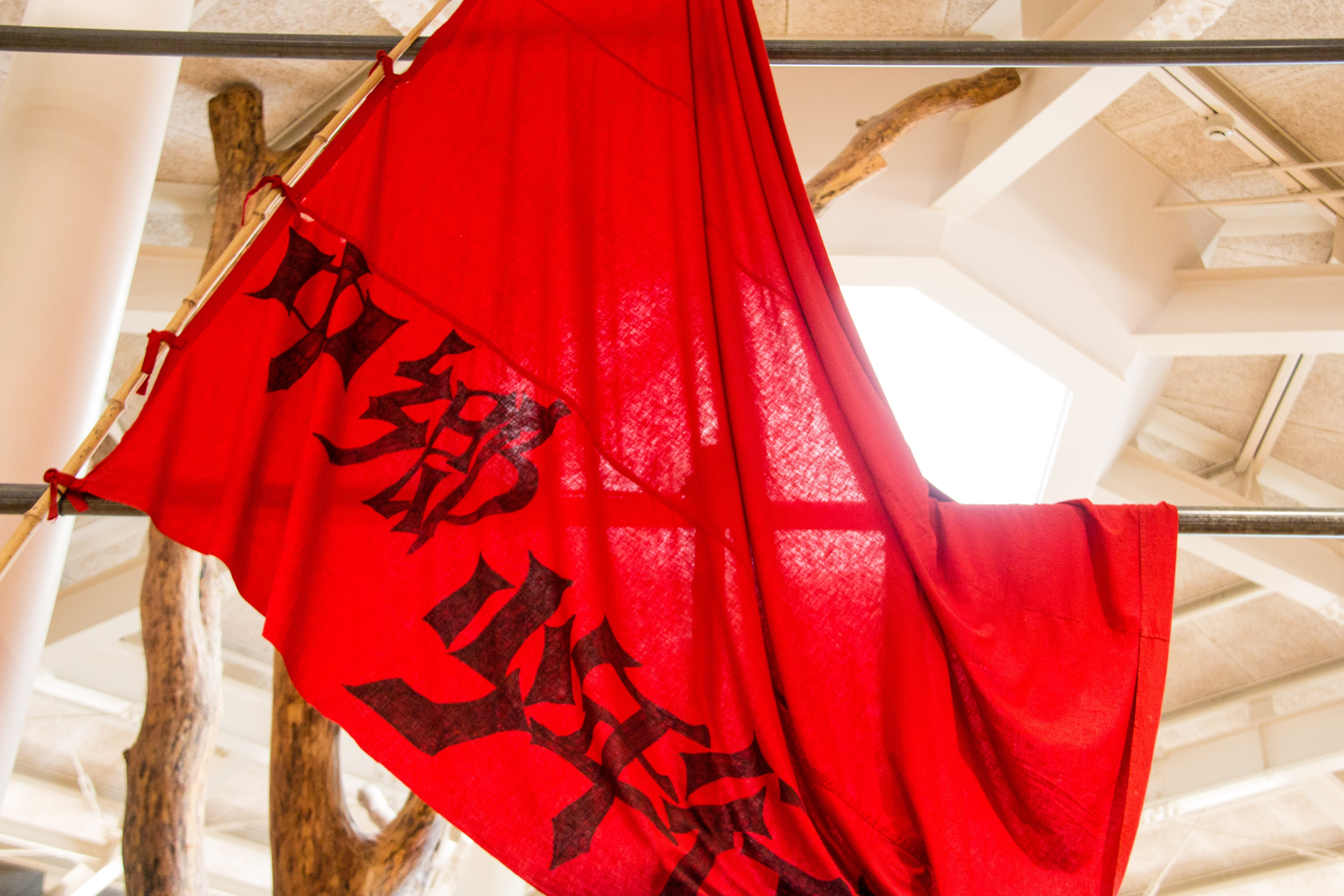
반대동맹 소년행동대가 쓰던 기 (나리타 공항 하늘과 대지의 역사관)

1966년 6월 25일, 나리타시립 산리즈카소학교에서 신공항설명회가 개최되어 후지쿠라 시장이 주민들에게 신공항 건설에 협조를 요청했다. 하지만 공항건설 용지 및 소음 지역의 대부분을 차지하는 나리타시와 시바야마정은 공항건설 반대 일색이 되었다. 반대하는 지역주민들은 도미사토촌과 마찬가지로 정부와 대결할 것을 결의, 도미사토의 반대 운동 조직과 현지에 단결소옥을 짓고 상주하는 혁신정당 조직가들의 지도를 받으면서 각 지역에서 반대 운동 단체를 조직했다. 〈산리즈카 공항반대동맹〉이 결성된 것은 신공항설명회에서 불과 3일 후인 1966년 6월 28일이었다.
당시 전후 개척으로 정착한 농민들은 주택자금과 영농자금 상환이 끝나 이제 겨우 생활이 궤도에 오르기 시작하고 그간의 노고의 성과가 비로소 결실이 되는 시기를 맞고 있었다. 또한 식량이 부족한 도쿄에 농작물을 공급해 전후부흥을 그림자에서 지원했다는 자부심도 있었다. 그런 자신들을 제물로 삼는 산리즈카 방안에 개척농민들의 자존감은 매우 손상되었다. 병역·개척·공항 순서대로 국가에 농락당해온 농민들은 “세 번째 빨간 종이(징집영장)를 받았다”며 분개했다. 이런 이유로 그들은 공항건설계획이 지금까지의 자신들의 인생과 노력을 부정하는 것으로 받아들이고, 정부 측의 기대와 달리 매우 강하게 반발했다.
이외에도 고촌을 개발과 소음으로부터 지키려는 시바야마 주민, 황실 연고의 어료목장에 강한 애착을 가진 전전파(戦前派), 행정으로 추진된 히가시야마 지구 영농개선계획(실크 콤비나트 계획)에 따라 양잠용 뽕나무 재배를 시작한 지 얼마 되지 않았는데 그것이 휴지조각이 되어 분개한 농가 등 다양한 배경을 가진 사람들이 반대 운동에 합류했다.
1966년 7월부터 8월 사이에 산리즈카 공항반대동맹과 시바야마 공항반대동맹이 합동하여 산리즈카 시바야마 연합공항반대동맹(이하 반대동맹)이 결성되었다. 초기에 반대동맹은 농민을 중심으로 용지 밖을 포함한 약 1,200호·1,500명으로 구성되었다. 각 부락의 독립성이 인정되었지만 반대동맹을 기반으로 소년행동대·청년행동대·부인행동대·노인행동대가 조직되어 세대별로 부락 간의 수평적 연결이 이루어져 공항반대파 가구는 일가가 총출동하여 반대 운동에 나섰다.

#### 조건찬성파의 움직임과 주민간 갈등
각의 결정을 전후해 반대파 주민들의 전향을 염려한 반대동맹의 방해를 받아가면서 현, 운수성, 새롭게 설립된 신도쿄국제공항공단(이하 공항공단) 등의 기관은 공항의 의의와 이전 보상 내용에 대해 주민 설명회를 가졌다.
이 때 현의 '국제공항 상담소' 소장은 매입에 응하지 않는 소유자에게 강제수용(토지수용법을 통한 행정대집행) 실시를 암시하면서도
- 밭 1반(10 아르)에 100만엔(시세의 4-5배 수준으로, 당시 국가공무원 초봉이 약 2만엔[128])을 기준으로 하여 용지를 고액에 매입하여 현금으로 지급한다.
- 매입액을 대체지 매입에 충당할 경우 경지 면적을 1.5배 늘릴 수 있도록 조정한다.
- 농지를 옮기는 소유권자에겐 폐지 보상을 한다.
- 가옥 재건축 비용은 신축과 동일한 비용으로 계산한다.
- 소음지역 내 농경지에는 국비로 밭의 관개시설을 정비한다(나리타 용수).

등의 설명을 하였고, "수매가격을 상당히 과감하게 하겠다"라고 하는 정부 측의 의향이 담긴 보상 방침이 제시되었다.
또한 각의 결정(신도쿄국제공항 위치 결정에 따른 시책에 대하여)에서 토지와 가옥의 보상, 대체지 확보, 소음 대책, 직업전환 대책, 인프라 정비를 지바현 당국의 요청에 따라 실시하도록 내걸었다. 현의 요청을 반영하여 각의 결정 내용에 현지와의 교섭 조건이 포함된 것은 지극히 이례적인 일이었다.
이에 따라 각의 결정 후 수 개월 안에 소유주의 8할 정도가 "국책이기 때문에 절대 반대는 아니며 조건을 걸고 서로 이야기하자"라고 말하며 조건 찬성파로 전향하는 사람들이 늘어났으며, 나리타 시의회 및 시바야마 정의회에서도 이 해 초에 가결하였던 반대 결의안을 백지로 철회하였다. 고촌 지역은 부락 유력자들의 영향이 강했으며 특히 나리타의 고마이노, 돗코에서는 유력자가 조건 찬성파로 돌아서자 부락 전체가 같이 의향을 바꾼 경우도 있었다.
1968년 4월 6일에는 나카소네 야스히로 운수대신과 도모노 지사의 입회 하에 공항공단과 조건부 찬성파 4개 단체 사이 "용지 매도에 관한 각서"를 교환하여 공항공단은 공항 예정지의 사유지 중 89%(597 헥타르)를 매입하는 데 성공했다. 사전에 이루어졌던 조건부 찬성파 단체와 교섭을 거쳐 각서에는 토지 매입가격을 당초 설명한 가격보다 더 높여 밭은 140만엔, 논은 153만엔, 택지는 200만엔, 산림 및 임야는 115만엔에 수용하였다. 또한 밭의 대체지 기준가격은 90만엔으로 당초 설명한 내용에 따라 대체경작지 가격은 매입액의 2/3 정도로 제한되었으며 공항공단은 용지 제공자에게 전직 및 취업을 알선하여 희망자에게는 공항 내 영업권을 부여하고 대체지를 신속하게 조성하기로 합의하였다.
계속해서 전업농을 하길 원하는 사람에게 대체지가 우선적으로 배분되었으나 겸업농을 희망하는 사람도 많아 희망자에게 모두 필요한 대체지를 충분하게 확보할 수 없었기 때문에 이전에 있었던 정착지보다 이전한 대체지에서 경지 면적이 줄어드는 등 단점도 있었다. 하지만 시세 이상으로 토지 매입 가격을 책정하는 등 보상이 제시된 결과 90%의 지주가 이해를 하여 토지 매입에 찬성하는 방향으로 흘러갔다.
조건부 찬성파가 되어 용지 매수에 응한 사람들의 심정을 오가와 신스케의 오가와 프로덕션이 취재를 한 결과 다음과 같았다. 덧붙여 아래의 취재 기록은 실제 프로덕션의 영화 작품에는 사용되지 않았다.
- 공산당이나 사회당이 농민에게 은혜를 주면 반대 운동에 뛰어들 수 밖에 없지만, 이대로 가면 국가와 현의 원조를 받을 수 없고 대체지의 좋은 곳도 빼앗길 것이다.
- 압력받을 것을 각오하고 목소리를 높였는데, 실은 조건 찬성파가 되고 싶었으나 인근 직전의 일로 큰 소리를 내지 못했다는 사람들이 반수 이상 있었다.
- 이미 공항공단과의 매매에 응해 놓고서도 반대 운동이 너무 심해 섣불리 말을 하면 죽을 것 같아서 모두에게 말할 수 없었다.
- 손님이 와도 내 의향을 확인하러 온 줄 알고 마음속으로 차분히 안심하고 이야기할 수 없었다.
- (의심과 암귀로) 많이 힘들었다. 정신적 보상도 받고 싶을 정도이다.
- 자신은 공항에 반대하지만 부락이 그렇게 된 이상 조건 찬성파에 들어가지 않으면 도저히 생활할 수 없다.
- 물가 상승률도 고려하면 조건 찬성파가 된 것은 잘한 것은 아니라는 느낌은 있지만(매각을 미룬 쪽이 땅을 더 비싸게 팔았다[144]) 현재 자신의 처신을 생각했을 때 공항이 와서 다행이라고 생각한다.

또 고촌을 중심으로 특정 유권자들이 결성한 조건부 찬성파 단체인 나리타 공항 지주회 회장은 전래의 귀중한 땅을 국가의 요청으로 팔아 넘겨야 하는 농민의 마음은 착잡했으며 "이런 이상 훌륭한 국제공항이 하루 빨리 만들어졌으면 좋겠다고 생각했다."라고 말하기도 하였다.
토지 이전을 계기로 전업농을 그만 둔 원소유자들은 대부분 공항공단의 주선으로 경비업이나 점포 경영 등 공항 관련 업종으로 옮겼으며, 얻은 대체지에도 공항 완공 후 땅값이 오를 것으로 기대하였다. 이들에게는 새로운 생활을 영위하는 데 신공항의 조기 개항이 절실했지만 투쟁의 장기화에 따른 개항 연기와 개항 후 공항 확장 정체로 인해 여러 문제를 떠안게 되었다. 또한 원 소유자 중에는 공항공단 직원이나 측량, 대집행을 하는 공항공단 경비원이 된 사람도 있어 반대파로 투쟁을 계속하는 친족이나 전 이웃과 대치하는 상황도 일어났다.
조건찬성파에 대한 반대파의 원성은 적지 않아 위에서 서술한 지주회 회장은 반대파로부터 연일 괴롭힘을 받았으며 지원학생이 제안해 온 조건찬성파와의 재공투는 반대파 회의에서 일축되었으며 투쟁으로 황폐해진 반대파 농가가 조건찬성파의 농작물을 망치는 일 등이 일어났다. 반대동맹의 자료에서는 조건찬성파를 "사토 내각의 앞잡이", "경찰의 개" 등의 단어를 사용하며 비판하기도 하였다. 초기에는 반대파가 많았던 고촌에서 조건찬성파 농가를 집단따돌림 하여 법무성 인권옹호국에 호소한 경우도 있었다.
원래 산리즈카 인근 지역은 "가토리 순경, 산부 순경"이라는 말이 있을 정도로 경찰관이 되는 사람이 많아 아들이 경찰관으로 채용되는 것이 자랑스럽게 여겨지는 곳이 많았다. 하지만 나리타 공항 문제가 상황을 반전시켰고 반대파의 증오는 이들에게도 이어졌다. 초기에는 출신지를 고려하지 않고 전부 나리타 경비에 출동시켰기 때문에 근무 중에도 가족을 향해 들을 수 없는 욕설이 오는 경우도 있었으며 사생활에서도 부모의 장례식에 아무도 찾아오지 않는다는 '무라하치부' 취급을 받았을 뿐 아니라 "사토의 개가 왔다"라고 죽창으로 쫓겨나 많은 "산부 순경"들이 피해를 입기도 하였다.

#### 측량말뚝 저지투쟁과 혁신정당의 이반

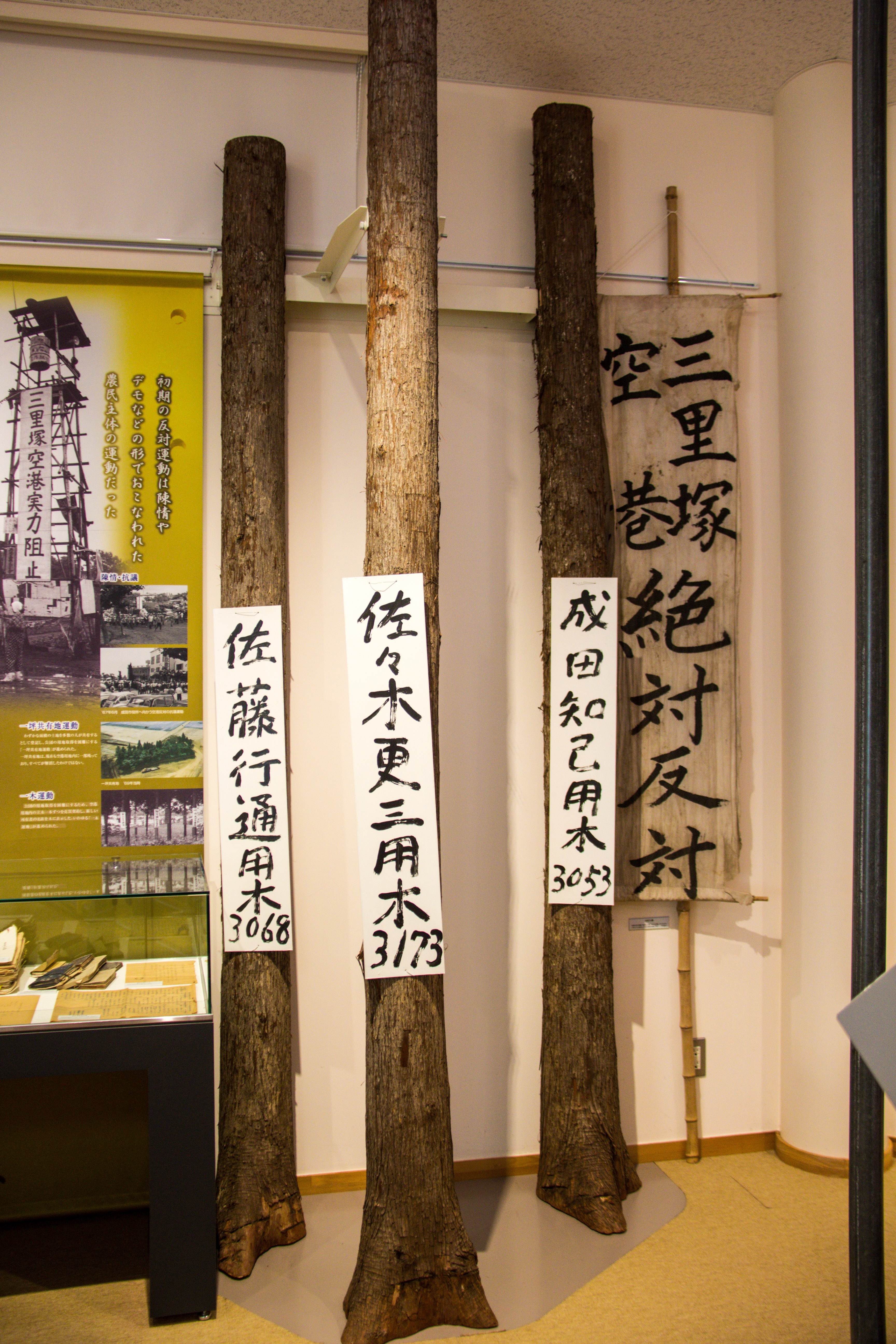
입목 트러스트의 명찰.(나리타 공항 하늘과 땅의 역사관 전시품) 일본사회당의 사사키 고조, 나리타 도모미, 산리즈카 평화탑 건설에 관여한 사토 교우쓰의 이름이 보인다.

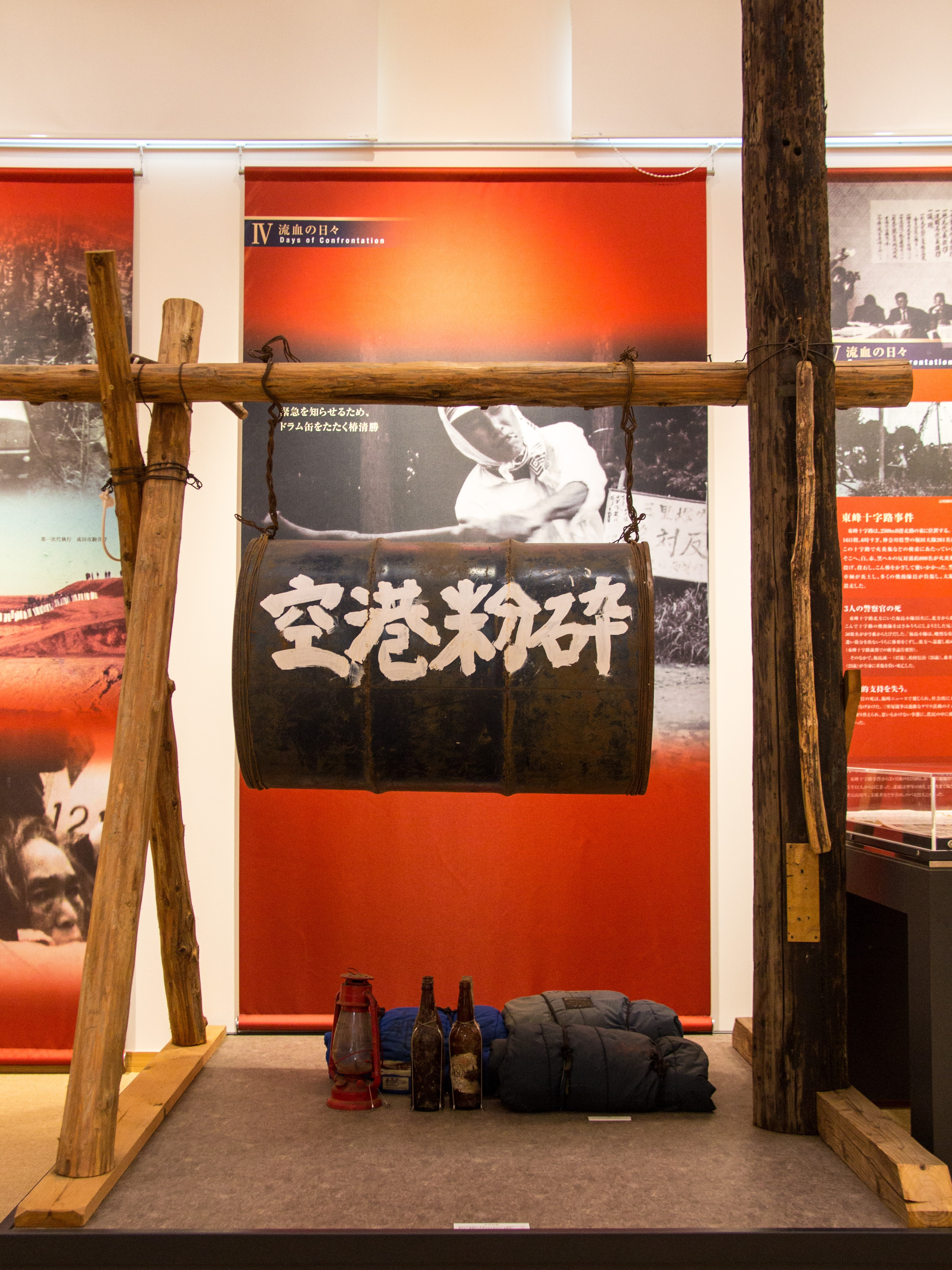
반대동맹이 이용하던 연락용 드럼통.(나리타 공항 하늘과 땅의 역사관 전시품) 드럼통을 두들기며 소리로 반대동맹원들을 호출하였다. 드럼통 겉에 "공항분쇄"(空港粉碎)라고 적혀 있다.

남은 사유지를 가진 지주들은 정부 측의 한 층 강한 압력을 받았으나 반대동맹에 남겠다는 결의가 강했으며 한 층 더 강한 반대 운동이 시작되었다.
반대파는 햐쿠리 비행장 반대 운동을 참고하여 토지를 잘게 세분화하여 공항 예정지 매수 교섭을 어렵게 하기 위해 혁신정당의 주도 하에 토지 1평씩을 소유자나 지원자가 서로 매매해 나눠 가져 일평지주 운동을 벌였으며, 또한 입목에 관한 법률에 따라 1명씩 입목을 서로 매매하고 심은 후 표찰을 내거는 입목 트러스트 운동도 진행하였다. 일평지주운동은 1966년 8월 29일 시작하여 토지 내 33곳 2.1 ha의 영역의 공유지를 사용하였으며 이 토지의 소유자는 1,300명이 넘었다. 이 토지의 등기에는 일본 사회당의 주요 의원 이름도 올라가 있었다.
초기부터 공항 반대 운동의 조직 지도에는 혁신정당이 관여하였으나, 1967년 8월 16일 반대동맹이 "모든 민주세력과의 공동투쟁"으로 적대적인 신좌익당파(반요요기파)와 공투를 표명하며 일본공산당과 반대동맹 간 관계가 틀어지기 시작하였다.
8월 21일 도모노 지바현지사는 토지수용법에 의거하여 공항공단이 각 토지의 출입조사를 시행하겠다고 공표하였다. 이 기간 동안 반대동맹은 청원, 시위, 서명운동, 해직청구 등 다양한 항의 운동을 하였으나 뚜렷한 성과를 거두지 못했다. 당시 반대파 주민 중에서는 자유민주당 지지자들도 있어 이들은 자민당 의원에게 진정도 넣었으나 진정 후에도 이 의원들이 공항 찬성 입장을 밝히면서 주민 사이의 갈등이 확산되었다.
10월 10일 이른 아침, 외곽 측량용 쇠말뚝을 박기 위해 공항공단 직원들이 경시청, 지바현 경찰, 가나가와현 경찰의 기동대 약 1,500명의 보호를 받은 채 공항 건설 예정지로 향했다. 이에 대항해 반대동맹은 공항 건설지로 향하는 도로를 농성하여 점거하는 등 저지를 시도하였으나 일본 도로교통법 위반 등의 경고를 받은 끝에 기동대가 물리적으로 끌어내는 사건이 일어난다(측량말뚝 저지투쟁) 이때 동맹원의 선두에 서 있던 일본공산당과 일본민주청년동맹은 일찌감치 농성을 풀고 대열에서 벗어나 노동요였던 힘내자를 부르며 기동대와 반대파 주민 사이 충돌을 방관하였다. 당시 동맹원들은 "정부의 횡포"와 "공산당의 배신"을 당했다고 분노하였다.
또한 11월 14일 공산당은 운수대신 오하시 다케오와 공항공단 총재가 반대동맹 대표인 도무라 가즈사쿠 등과 좌담회를 가진 것에 "동맹의 대방침에 위배될 뿐 아니라 동맹을 일부에서 뒤집으러는 비민주적인 처사"라고 규탄하고 여기에 반대동맹 간부의 배신이라는 소문을 내며 주도권을 회복하러 움직이자 반대동맹과 공산당 간의 대립 관계는 결정적으로 어긋났다.
한편 "최악의 경우라도 말뚝 하나라도 칠 수 있다면 괜찮다"라고 생각하던 공항공단 총재나 이사들은 부상자를 최소한으로 한 채 말뚝 3개를 모두 박는 데 성공하자 "이것으로 공항 건설로 향하는 길이 뚫렸다", "이달 중이라도 부지 매수가격을 제시하고 가능한 한 많은 토지를 매입하고 싶다"라며 낙관하였으며 사토 수상도 일기에서 "산리즈카 공항을 실측하였고 하네다 사건도 우리 쪽에 유리하게 작용하여 1단계를 무사히 종료했다"라고 작성하였다. 하지만 이것은 장기간에 걸친 가혹한 실력 투쟁의 시작 단계였다.
정부의 대응에 격분한 반대동맹은 폭력을 두려워하지 않는 실력투쟁으로 선회한다고 결의함과 동시에 12월 15일 공산당의 지원과 개입을 배제하는 논조의 연설을 하였다. 반대동맹의 공산당 거부는 고촌에서 공산당을 지지하거나 공산당원이 있는 가구에 대한 따돌림이 자행될 정도로 철저하였다. 사회당은 이 사건 이후에도 한동안 지원을 계속했으나, 투쟁이 시작된 지 3년 만에 반대 운동 대열에서 사라졌고 일평공유운동에 동참했던 이들도 반대동맹에 통보하지 않은 채 토지를 공항공단에 매각하였다. 위의 혁신정당들은 반대 운동을 이용해 당세 확대를 꾀하여 반대파들의 불신을 샀다는 분석도 있다.

### 신좌파의 개입
반대동맹이 기동대의 위력을 목격한 1967년은 70년 안보로 이어지는 일본의 학생운동 절정기와 겹쳐 있었다.
혁신정당의 당리당략질에 절망하면서 국가 권력에 대항할 방법을 모색하던 반대동맹은 측량말뚝 저지투쟁과 같은 시기에 발생한 하네다 사건 때 기동대와 대결한 신좌파 학생운동권에 기대를 걸고 “지원단체는 당파를 불문하고 받는다”는 자세를 취했다. 한편 반국가권력투쟁을 내건 신좌파 각 정파에 있어서도 산리즈카 투쟁은 베트남 전쟁 반전 운동과 사토 내각에 대한 반발의 상징적 대상으로 보았기에, 쌍방의 기대가 일치했다.
이듬해인 1968년 2월 26일 및 3월 10일, 나리타 시내에서 공항공단 분실에 돌입을 도모한 학생집단과 기동대 사이에 격렬한 충돌이 벌어졌다(나리타 데모 사건). 그전까지 신좌파에게 회의적이거나 폭력행사를 우려하던 반대파 주민들은 적극항쟁을 발휘한 학생들을 집에 초대해 환대했다. 2월 26일 충돌에서 반대동맹 대표 토무라 잇사쿠가 기동대에 구타당해 부상당한 것을 계기로 반대동맹은 무장투쟁 노선의 신좌파 정파인 중핵파·공산동·사청동 해방파가 주도하는 삼파전학련의 전폭적 지원을 받게 되었다. 현지에서는 “전학련의 건투를 빈다”는 현수막이 각지에 붙고, “학생들만 맞게 두다니……” “나가 먼저 혈제(血祭)에 오르겠다” 등 혈기에 찬 반대파 주민들의 열광은 “아줌마와 청년과 노인들 사이에서는 농민을 위해 피를 흘려 투쟁한 중핵(파)이 대인기” 등으로 보도되었다.
반대동맹은 신좌파 각파의 지원을 받으면서 농성·공항공단 직원으로부터 강탈한 수색공구의 파손·투석·바리케이드 구축·공항 관계자에 대한 괴롭힘 등 다양한 수단을 이용하여 공항공단과 경찰기동대를 상대로 실력으로 맞섰다.
개항까지의 투쟁은 공공의 적인 일본 정부에 타격을 줄 목적과 토무라 대표의 지도하에, 현지에 승선한 신좌파 각파의 활동가들과 고촌·개척부락의 반대파 주민등이 서로 협력 또는 이용해가면서 오월동주의 형태로 활동을 행하는 것이었다.
반대동맹은 위와 같이 다양한 신좌파 정파들을 받아들임으로써 무투파 지원자들을 대동원해 정부세력과 맞서는 데는 성공했다. 그러나 이후 신좌파 정파 간의 반목과 신좌파들과의 관계성의 성격에 대한 지역 주민 간의 의견 차이를 낳으면서 반대동맹은 분열되었고 투쟁 과정도 복잡해지게 된다.

### 투쟁의 격화 및 개항

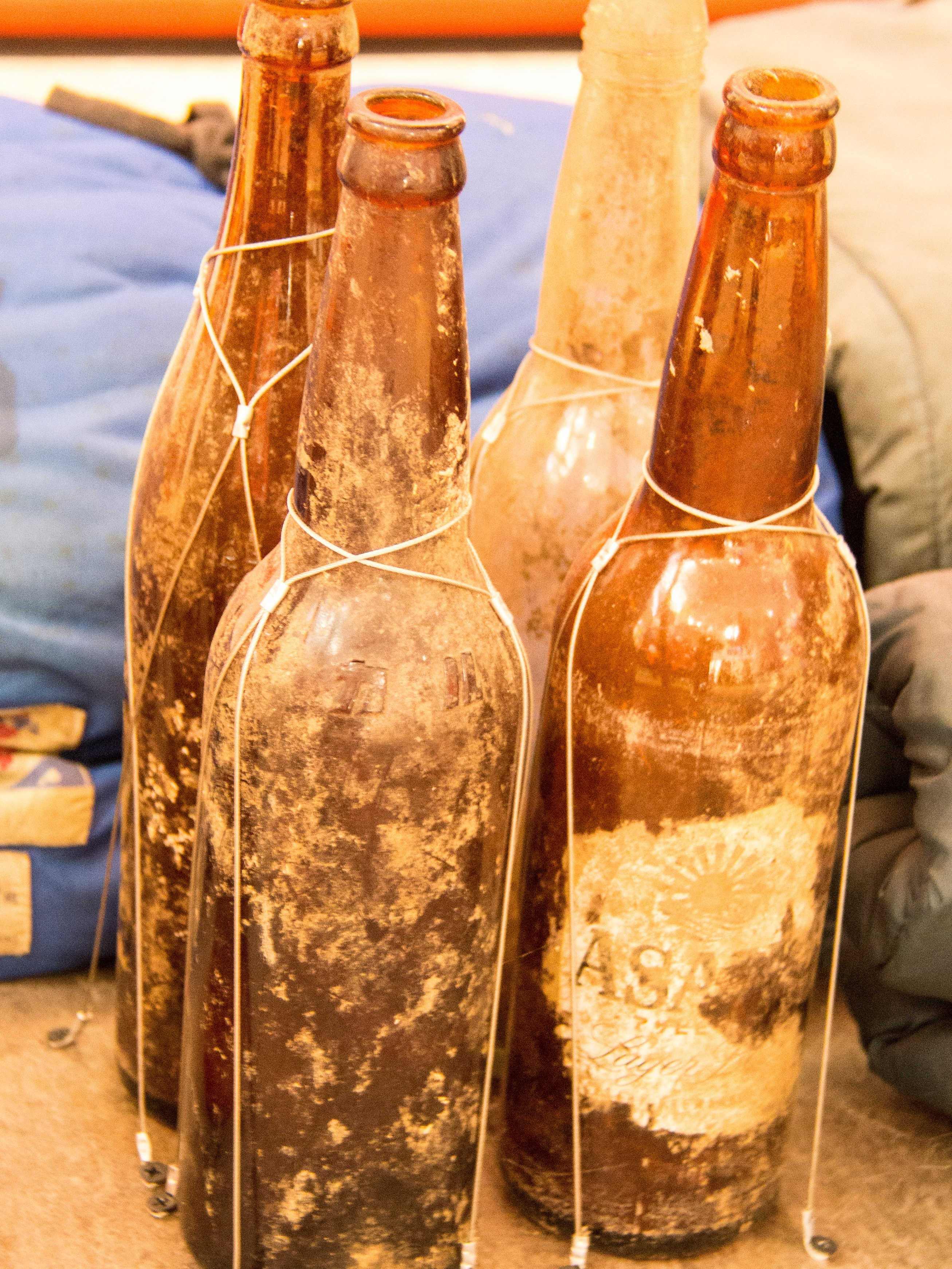
투쟁 당시 사용하였던 화염병의 모습.

#### 1기 지구 부지의 수용
공항공단은 이전보상비 산출을 위해 매각에 동의한 조건찬성파의 부동산에 1968년 4월 20일부터 7월 19일까지 백일조사라고 부르는 사전조사를 진행하였으며 이에 대항해 신좌익 뿐 아니라 반대파 농민들이 공항공단 직원과 기동대를 상대로 각목을 휘두르고 스크럼을 짜는 등 격렬하게 저항하였다. 이 때 데모와 소요로 조건찬성파의 집이나 논밭이 파괴되기도 하였다.
1969년 8월 18일에는 황료목장의 폐장식이 거행되었는데 반대동맹이 이 행사에 등장하여 시위를 벌였으며 청년행동대가 행사 회장을 파괴하여 청년행동대장이 전국지명수배되었다. 경찰 측도 이런 시위 움직임에 대항해 같은 해 11월 12일 반대동맹이 공사용 도로에 주저앉아 불도저 진입을 저지하며 연좌시위를 벌이자 도무라 대표 이하 13명을 체포하는 등 적극적인 체포 조치를 취하기 시작한다.
주민의 가혹한 투쟁을 앞두고 원만한 토지 수용이 불가능하다고 판단한 공항공단은 국가 권력을 이용하여 나머지 토지를 강제적으로 입수하기로 결정하였다. 1970년에는 수용위원회가 강제 수용 신청에 필요한 토지조서 및 물건조서 작성을 위해 공항공단이 일본 토지수용법 제35조에 따른 미인수지 현장조사를 시작하였다. 반대파는 이에 대항하여 분뇨나 클로로피크린을 투척하거나 투석, 낫, 죽창 등을 들고 대항하였다. 원래 기동대는 측량을 하는 공항공단의 직원들 뒤를 따르고 있었으나 공항공단 직원이 청년행동대의 죽봉에 큰 부상을 입는 일이 일어나자 전면에 나서게 되었다. 이런 반대파의 투쟁과 더불어 반대파는 강제수용을 더욱 어렵게 만들기 위해 공항공단이 매수한 토지에서 불법 경작하거나 조건찬성파의 밭에서 절도한 농작물을 팔아 얻은 자금과 구 어료목장에서 훔친 목재 등을 이용하여 견고한 단결오두막인 '성채'나 지하요새를 구축하기도 하였다.
이같이 반대 투쟁이 고조되는 가운데, 정부는 일관적인 비타협 자세로 건설 계획을 수행하면서 "2, 3일 안에 경관이 완전히 바뀐다"는 말이 나올 정도로 매우 빠르게 공사를 진행하고 미수지에 대한 수용절차도 같이 이루어졌다. 1971년 2월 22일에서 3월 6일 사이 토지 수용이 어려운 단합오두막집과 1평공유지를 대상으로 1차 행정대집행이 시작되며 반대동맹 지원 당파와 작업원, 기동대 사이 충돌이 발생했다. 이후 반대파가 농성하는 지하 벙커나 '농민방송탑'이 철거되었다. 또한 이 해 8월에는 청년대 등이 일본환야제를 열어 많은 사람들이 투쟁지역을 방문하였다.
9월 16일에는 2차 행정대집행이 이루어졌다. 9월 20일에는 전날인 19일 도모노 지사가 대집행을 하지 않겠다는 선언과는 다르게 갑작스럽게 경찰 기동대와 인부들이 나타나 뜰에서 벼를 탈곡하던 고이즈미(목수) 네를 쫓아내고 주택을 철거하였다. 공항 건설 기간 일어난 행정대집행으로는 최초이자 마지막인 민가 철거로 2차 행정대집행이 끝났다. 민가에 대한 행정대집행 사건으로 권력의 강제력이 삶의 터전을 빼앗았다는 일이 현실화 된 것으로 조명받았으며 반대동맹의 상징이 된다.
2차 행정대집행 도중 경비를 서고 있던 임시 편성된 기동대와 반대동맹 사이 충돌로 3명이 사망, 206명이 부상을 입는 도호 사거리 사건이 일어났으며, 격렬한 투쟁으로 양측 간 부상자가 다수 발생하였으며 10월 1일에는 청년행동대 중심 간부인 산노미야 후미오가 "공항이 이 땅을 가져간 것을 미워한다." "나는 더 이상 싸울 기력을 잃었다"와 같은 내용이 적힌 유서와 함께 자살하면서 반대동맹에 큰 영향을 주었다.

#### 교착 상태
1972년 3월 15일, 반대동맹은 A활주로 남쪽 접근지역에 있는 이와야마 지구(岩山)에 토목가의 협조를 받아 높이 60.6 m의 철탑(일명 이와야마 대철탑)을 세워 비행검사를 중지시켰다. 여기에 지바항에서 항공기 연료를 공항까지 수송하기 위한 파이프라인 수송관 건설이 경유지의 건설 반대 운동과 기술적 문제로 정체되었으며 대체제인 철도수송(잠정수송조치)도 지자체와 조정이 난항을 겪었다. 이 때문에 활주로 등의 공항 시설 건설은 계속 진행되었으나 개항 자체는 계속 연기되었다.
반대동맹 측도 대집행 저지 투쟁 과정에서 다수가 체포되어 큰 타격을 입었으며 반대동맹 결성 시 320호였던 용지 내 반대파 농가는 행정대집행 이후에는 45호, 1976년에는 23호로 급격하게 감소하였다.
한편 이렇게 양측이 잠잠해진 기간 동안 도무라 대표가 제10회 일본 참의원 의원 통상선거에 출마하거나 유기농(원팩 운동) 도입 등 다양한 노력이 있었다.

#### 방해 속에서의 개항

제4인터내셔널 세력이 사용했던 하이바.

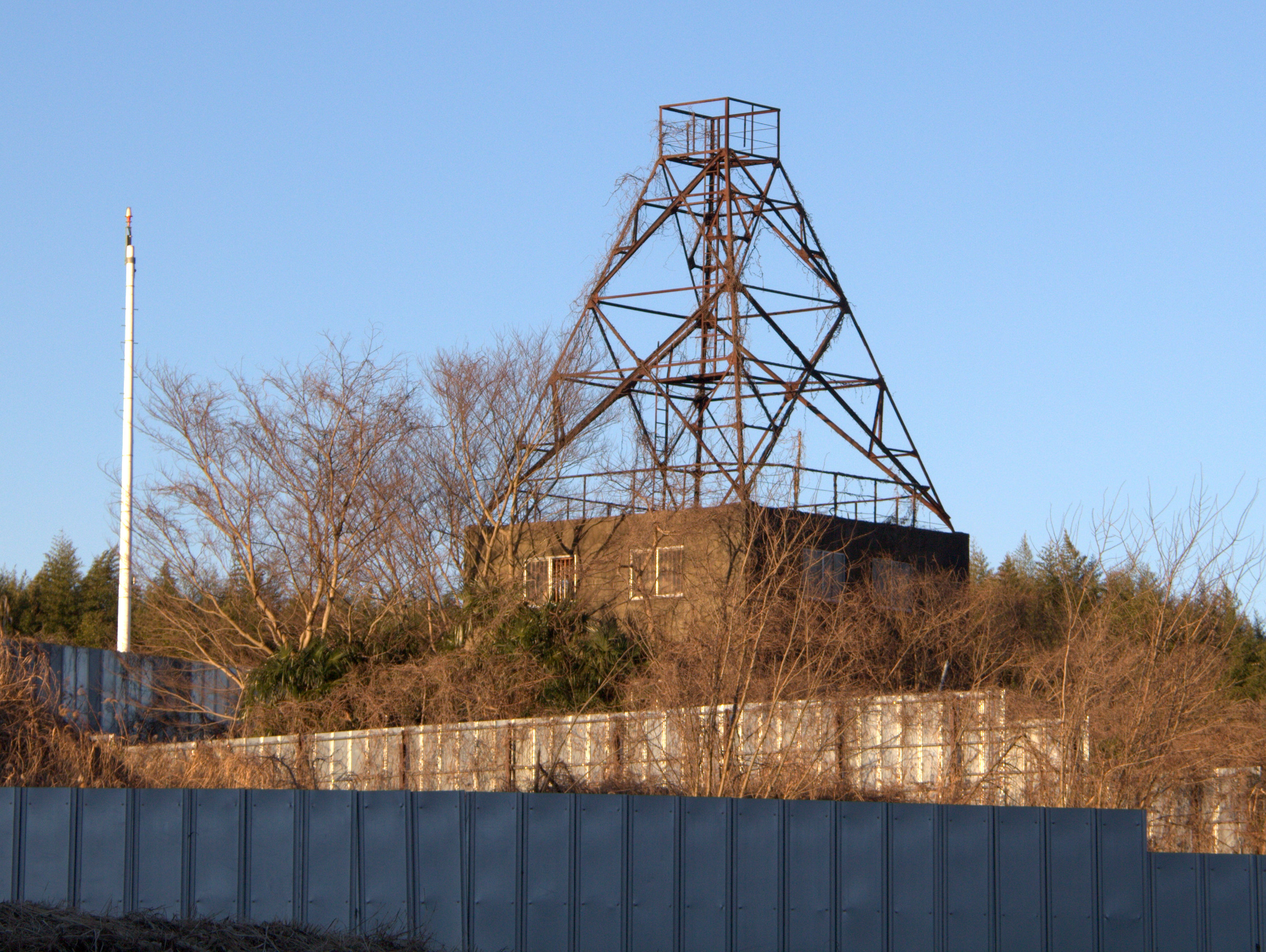
이와야마 철탑 터에 서 있는 "이와야마 투쟁 기념관"의 모습.

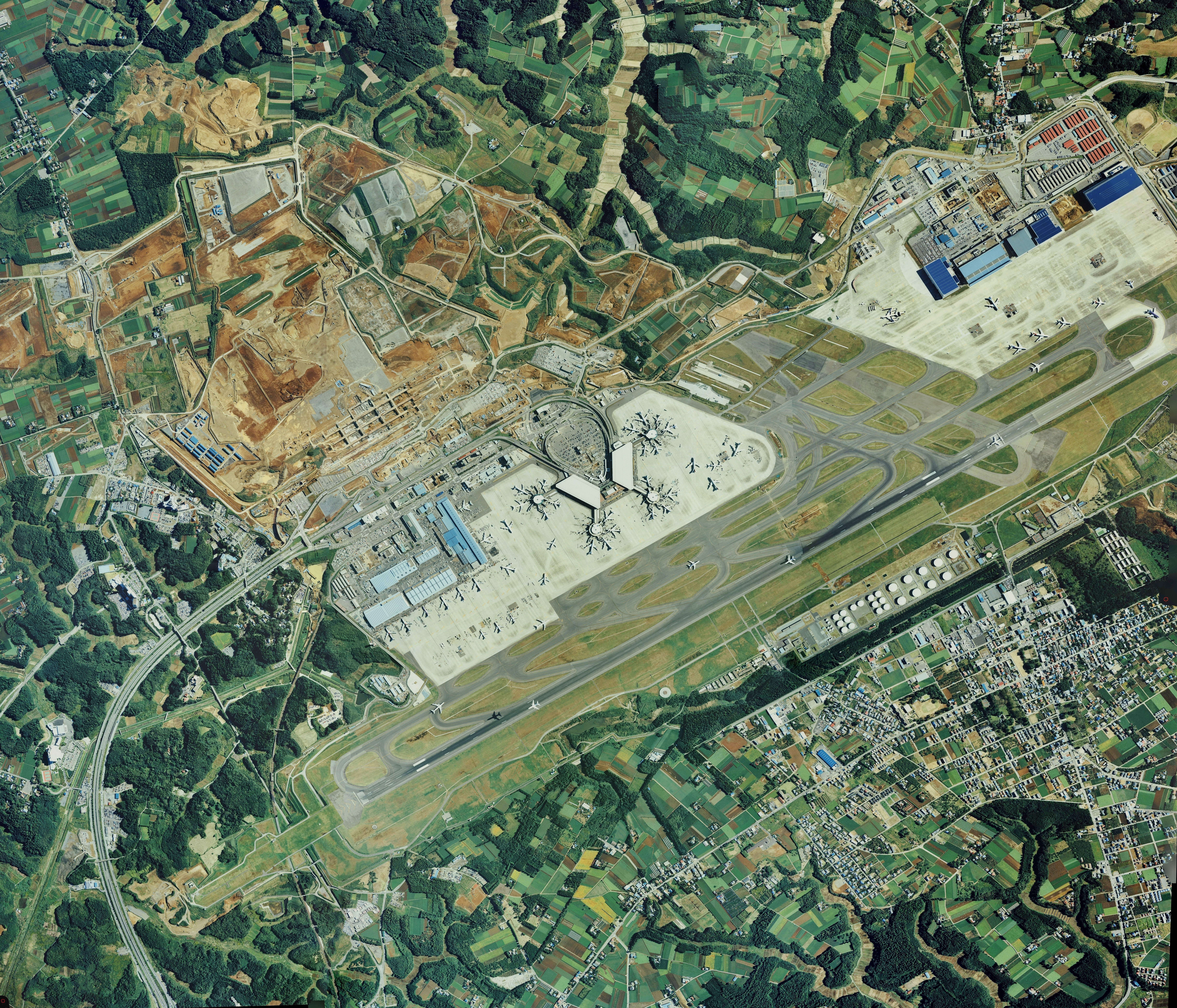
1기 지구 완공 이후 개항한 나리타 공항의 항공사진(1989년)

1977년 1월 11일, "일하는 내각"이라고 자칭한 후쿠다 다케오 내각이 국무회의에서 77년 그 해 안으로 공항을 개항시키겠다고 선언하였고 1월 17일 열린 관계관료협의회에서 장관이 적극적인 발언을 이어나가면서 후쿠다 다케오 총리도 "연내 개항을 목표로 한다. "말한 것은 반드시 실천한다"(有言実行)을 주창하는 후쿠다 내각의 이상은 실현되지 않으면 안 된다."라고 재차 결의하며 구호를 외쳤다.
1월 19일에는 항공기 비행을 완전히 막아버리는 이와야마 대철탑을 철거하기 위해 중장비를 싣어 나르는 도로를 건설하기 시작하는 등 정부는 곧바로 공항 건설을 위해 움직이기 시작했다. 이에 반대파도 4월 17일에 투쟁 사상 최다 인원수인 17,500명을 동원하여 산리즈카 제1공원에서 "공항 분쇄, 철탑 결전 승리, 가처분 분쇄 전국총궐기대회"를 열었다.
5월 2일에는 공항공단이 일본 공항법 제49조 1항 위반을 근거로 지바 지방법원에 철탑 철거 가처분 신청을 제출하였다. 5월 4일 지바 지방법원은 서면 심리만으로 가처분 신청을 결정하였다. 5월 6일 오전 3시경 2,100명의 기동대가 철탑 주변을 제압하였다. 4시가 지나 지나 철탑 현장에 도착한 기타하라 고지 사무국장은 지바 지방법원 집행관이 철탑 검증을 종료하였고 철탑을 철거하겠다고 통고하였으며 주변의 반대파를 뿌리친 채 오전 11시경 철탑 철거를 완료하였다. 철탑에서 항공법을 위반한 부분 외에도 철탑을 토대 부분부터 완전히 절단하여 철거하였다.
이날 오전 5시경부터 시작된 반대파와 기동대 간의 충돌은 5월 8일 대규모 충돌로 발전하였다. "임시 야전병원" 앞에서 스크럼을 짜고 있던 자원자 A씨는 머리에 최루탄을 직격당해 의식 불명의 중태 상태에 빠졌으며 2일 후인 5월 10일 사망하였다. A의 부모는 "기동대의 최루탄이 사망 원인"이라며 일본 정부와 지바현에 약 9,400만엔에 달하는 손해배상을 요구하며 제소하였다.(히가시야마 사건) 5월 9일에는 앞전 8일에 일어났던 부상 사건의 보복으로 추정되는 경찰관 습격 사건이 일어나 경찰관 1명이 사망하였다.(시바야마정장댁 앞 임시파출소 습격사건)
위와 같은 상황을 거치면서도 1기 지구 공사는 계속되었으며 활주로 1개의 한쪽만 겨우 만든 채 이듬해인 1978년 3월 30일 신도쿄 국제공항을 개항하기로 일정을 잡았다. 하지만 개항 직전인 1978년 3월 26일 제4인터내셔널 일본지부(약칭 제4인터), 프롤레타리아 청년동맹, 전기 공산주의자동맹(전기파) 등의 연합이 공항을 습격하였다. 그 전날부터 지하에 잠복하고 있던 별동대가 습격에 호응하여 공항 부지 내의 맨홀에서 뛰처나와 경비진이 외부 침입에 대응하는 동안 공항 관리시설에 침입하여 관제탑을 점거하여 각종 설비를 파괴하는 나리타 공항 관제탑 점거사건이 일어난다. 이 때문에 개항 연기가 불가피해졌으며 일본 정부는 경비를 강화하고 나리타 신법을 제정하는 등 질서 회복을 꾀했다.
개항이 지연된 이후 같은 해 5월 5일에는 그 동안 정기 운행이 없던 게이세이 전철의 스카이라이너용 AE형 전동차 1량이 방화되어 전소되는 게이세이 스카이라이너 방화사건이 일어난다. 또한 5월 19일에는 게이세이 본선에서 동시다발적인 열차 방해 사건 및 운수성 항공국 전용 케이블 절단 사건이 일어나는 등 신좌익 당파의 투쟁이 첨예해졌다.
관제탑 습격 사건 2달 후인 5월 20일에 관련 시설에 대한 습격, 운항 방해(방해용 기구 부양 및 폐타이어 연소), 경찰 부대와의 격렬한 충돌이 벌어지는 가운데 신도쿄 국제공항이 개항하였다. 이 때 공항 관계자들의 생각은 운수대신 후쿠나가 겐지가 식전에서 말한 "난산한 아이는 건강하게 자란다" 한 마디로 압축되었다. 개항 당시 아직 공사가 진행되지 않은 2기 지구 내에는 반대파 농가 17가구가 남아 있었으며 이 중 15가구는 반대동맹에 있었다. 개항 전후로 과격파의 게릴라 사건도 18일부터 21일 사이 반대파가 공항에 사용한 화염병이 약 1,700개, 압수된 화염병이 약 3,160개로 빈번하게 일어났지만 그 다음날인 21일 첫 비행기가 반대파가 불태우는 폐타이어의 연기를 피하며 공항에 착륙하면서 공항이 정식 개장하였다.

## 개항 이후 동향

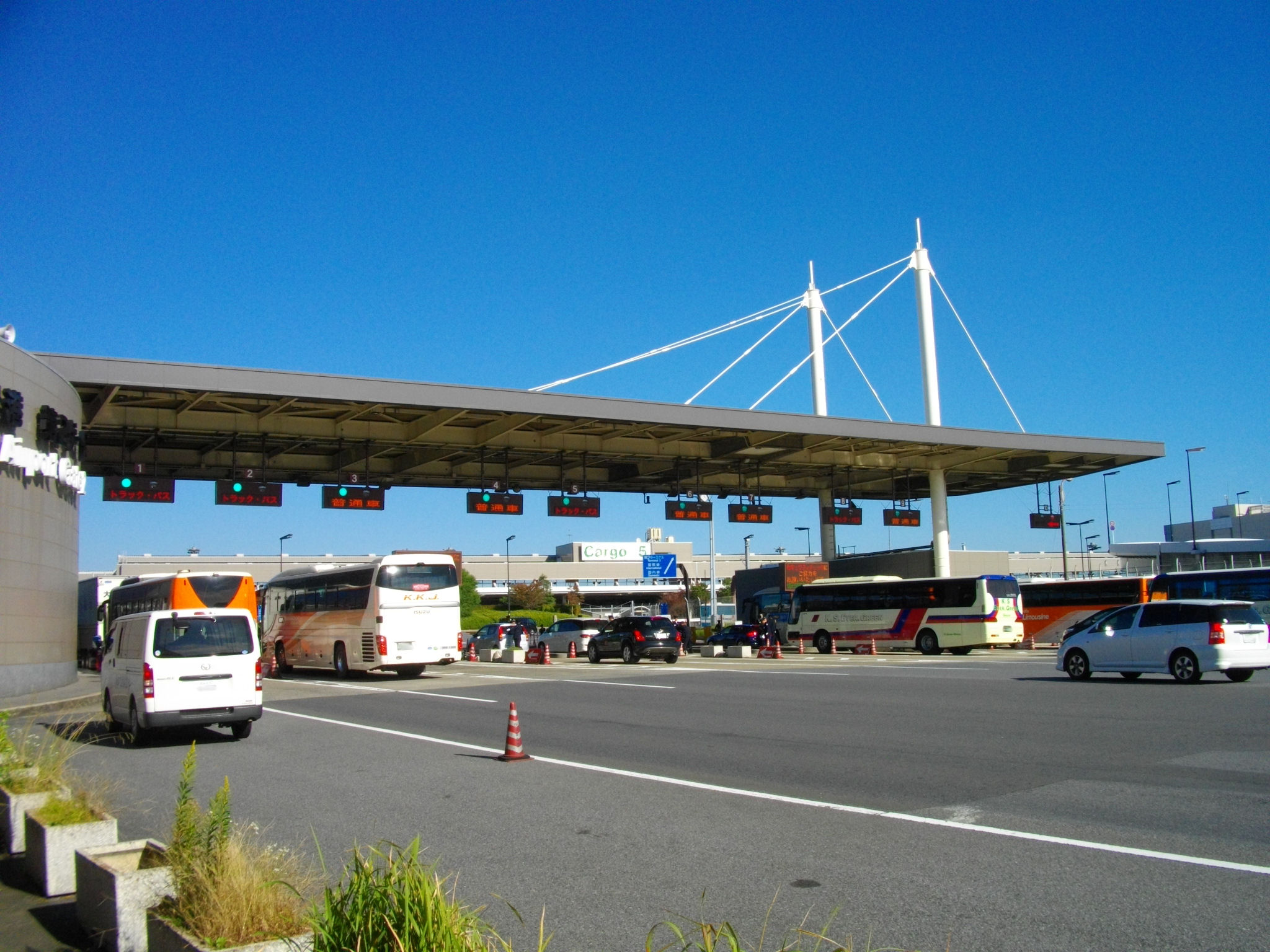
나리타 공항의 검문소(2012년 촬영). 나리타 공항의 검문은 2015년 3월부터 무기한 중단되었다.

### 일본의 관문이 된 나리타
개항 시점 이후에도 여전히 반대 운동이 활발하여 공항 입출입자 전원을 대상으로 검문을 시행하고 개항 당시에는 세계적으로 유래가 드문 경비 체제가 있는 공항으로 출발하였으나 개항 다음 해인 1979년에는 일본인 출국자수가 전년 대비 14.6% 증가한 4,038,298명을 기록하여 처음으로 4백만 명을 돌파하였다. 개항 10년 후인 1988년에는 나리타 공항의 국제선 일본인 여객수가 1,000만명을 돌파하기도 하였다.
2002년까지 활주로 1개로만 운용되었으나 나리타 공항에는 세계 각지에서 보잉 747 점보 제트기가 날아와 한정된 운항 쿼터 배분을 기다리는 탑승 희망 항공사들이 끊이지 않는 상태가 계속되었다. 일본 내 항공사 외에도 노스웨스트 항공 등 이원권을 가지고 있는 미국의 항공사가 태평양 노선과 아시아 노선의 환승로로 나리타 공항을 허브 공항으로 두는 등 나리타 공항은 오랫동안 국제선의 거점으로 중심적인 역할을 해 왔다.
주변 지역에는 공항 관련 사업으로 일하는 많은 노동자와 그들의 가족들이 유입되어 지역 주민들이나 친척 상당수도 경제적으로 공항에 의존하게 되었으며 지방 자치 단체도 재정을 공항에서 걷어들이는 세수입이나 교부세에 의존하게 되었기 때문에 반대 운동에 대한 관심히 점차 희미해저갔으며 반대파는 지역 내에서도 "공항과의 상생, 공영"의 목소리에 밀러 점점 고립되기 시작하였다.

### 반대동맹의 분열과 신좌파의 과격화

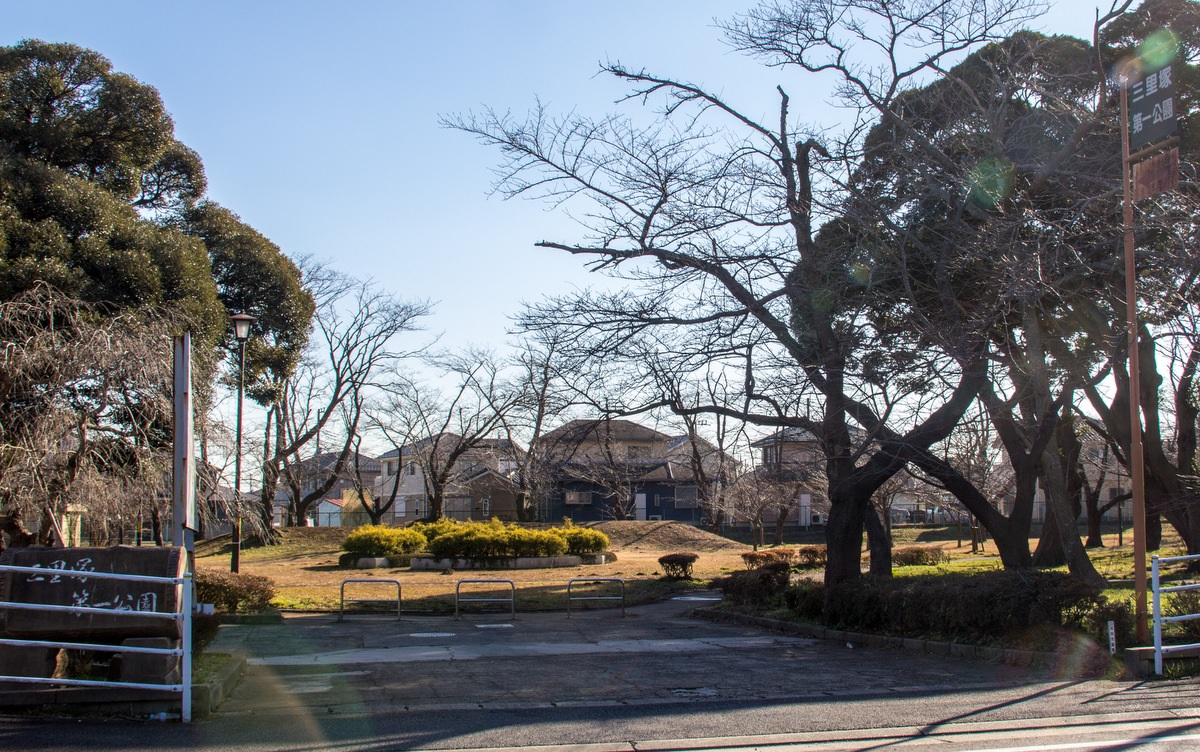
반대동맹의 주요 궐기 집결지 중 하나였던 산리즈카 제1공원.

"개항 절대 저지"를 내세우며 활동해 온 반대 운동은 공항 개항으로 인해 원래의 구호를 "공항 폐항 및 2단계 공사 저지"로 바꿀 수 밖에 없었다. 반대동맹의 정신적 지주이자 중심 인물로 활동하였던 도무라 대표가 병사하고 공항의 존재가 기정사실화되면서 조건부 투쟁파로 전향하거나 반대동맹에서 이탈하는 사람들이 발생하기 시작했다. 초기 반대동맹을 이끌었던 지역 농민들은 점차 실력투쟁에서 이탈하여 반대동맹의 지원자로 활동하였던 신좌파 세력이 운동을 장악하고 때때로 학생들이 반대동맹원들을 규탄하고 폭행하는 일도 있었다.
반대동맹 간부들은 사태를 우려하였고, 과격파 등의 공격으로부터 운영 중인 공항을 지키면서 강제 수용도 병행하기는 매우 어렵다고 판단한 경비 당국과 공항공단 관계자도 이대로는 2기 지구 정비를 매우 어렵다고 보아 개항을 전후하여 반대파와 정부 측 간 물밑 협상이 진행되었다. 이 중에서는 각서 체결까지 성공한 사례도 있었지만 정보 누설로 인해 실패로 끝났다. 정부와의 교섭이 신문에 보도되자 대화를 이끌던 반대동맹 간부의 집에는 연일 신좌파의 가선차가 이른 아침부터 해질녘까지 큰 소리로 "모략 행위"에 대해 욕하며 교섭 시비나 간부의 처우를 둘러싸고 분규하는 반대동맹은 큰 혼란에 빠졌다. 반대파 농민들은 "당파들은 투쟁에만 열심이지 밥벌이는 도와주지 않는다. 조건(파)이 되면 탄핵당한다"라며 양 파벌 간 심각한 갈등에 빠지게 된다.
이 가운데 2기 지구 내 토지 미매수 지역에서 1평지주운동을 계속 밀고나가는 "1평재공유화운동"을 둘러싸고 반대파 주민 간에 대립이 발생함과 더불어 지원당파의 주도권 다툼이 두드러지면서 1983년 3월 8일 반대동맹은 기타하라 고지 사무국장을 중심으로 하는 기타하라파와 아쓰타 하지메 행동대장을 중심으로 하는 아쓰타파로 분열되었다. 기타하라파는 1평재공유화운동을 반대했으며 공항 용지 내 농가가 많았고 중핵파, 혁노협, 공산동 전기파 등이 지원하였다. 아쓰타파는 1평재공유화운동을 추진하는 것을 지지하였으며 공항 용지 외 농가가 많았고 제4인터내셔널, 전기-공산동, 프로청동 등이 지원하였다. 기타하라파와 아쓰타파 양쪽 모두 공항 건설의 반대급부 대가 사업인 나리타 용수를 인정하지 않기로 하였기 때문에 용수 수락을 호소하던 용지 외 고촌 지역 농가 대부분이 "용수파"로 반대동맹에 이탈하여 조건교섭파로 전향하였다. 1983년 기준 기타하라파가 약 30호, 아쓰타파가 약 70호, 용수파가 약 100호 있었다. 1987년 9월 4일에는 기타하라파에서 지원당파의 개입에 반발하는 농가가 대립하여 오가와파로 떨어져 나와 분열된다.
한편 개항 후에도 10·20 나리타 현지투쟁을 비솟한 신좌파 운동가의 소요 및 파괴 행위와 도테쓰공업 작업원숙사 방화살인사건, 지바현 수용위원회회장 습격사건같이 관계자를 표적으로 한 좌익 테러도 여럿차례 일어났으며 더 나아가 반대 운동을 포기하고 공항공단에 토지를 매각하고 이전한 농가를 향한 방화 등 괴롭힘 행위 및 신좌익 당파 내 내부분쟁도 빈발하였다. 다음 해가 되자 테러 표적은 공항과 거의 무관한 공무원이나 하청업체 직원에까지 미쳐 극좌폭력집단의 공격은 무차별적인 양상을 보였다.
나리타 공항이 개항한 1978년부터 2017년까지 발생한 산리즈카 투쟁 관련 게릴라 사건은 총 511회이며 이는 해당 기간 일본 전역에서 일어난 게릴라 사건 919건 중 절반에 해당된다.

### 정부의 사죄와 화해

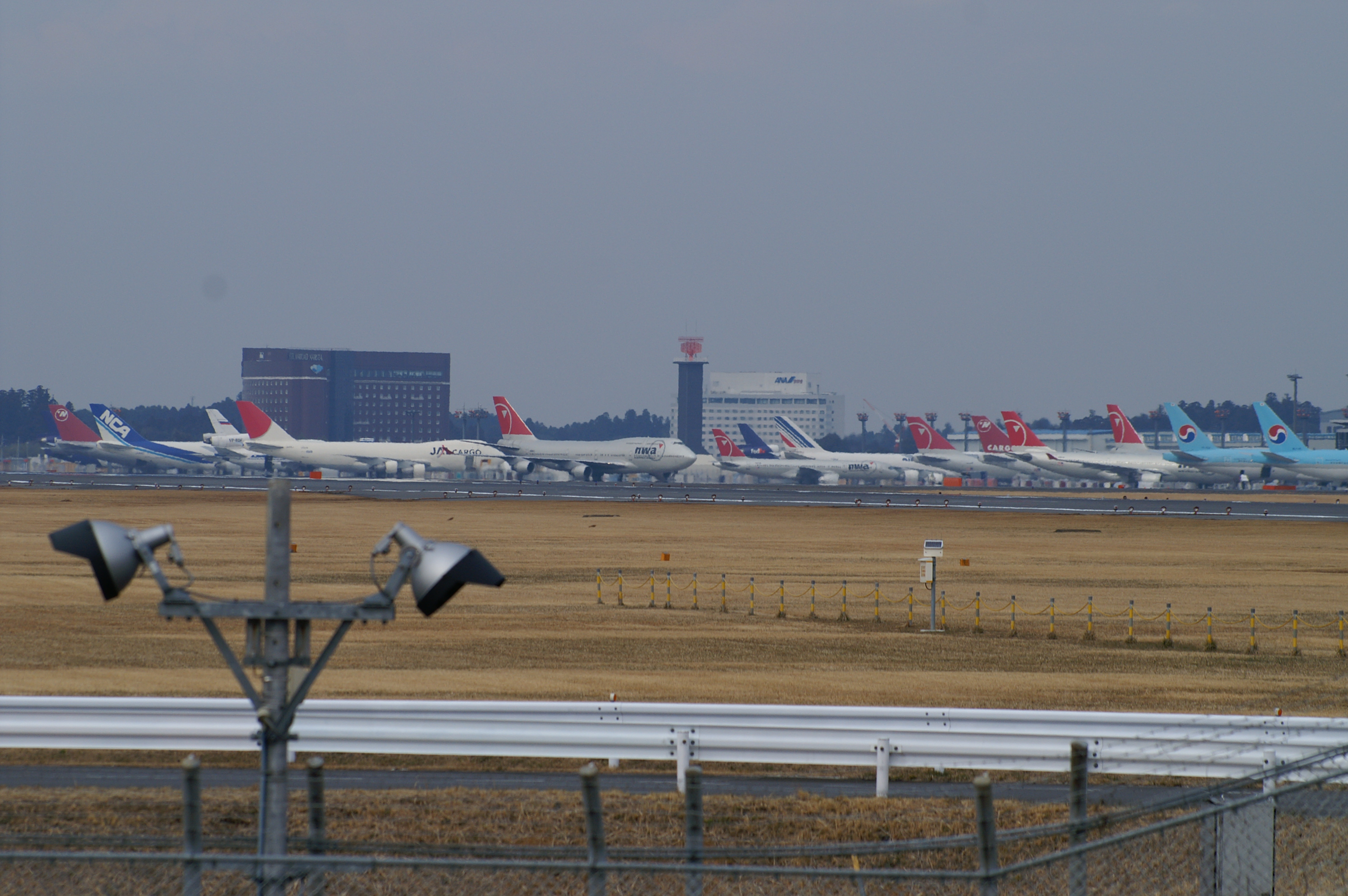
처리 능력이 한정된 나리타 공항은 한번에 많은 승객을 실어나를 수 있는 보잉 747기의 비율이 절반을 넘으며 이는 세계의 공항 가운데서도 드물다.

다수의 반대동맹원이 기소되었던 1986년 도호 사거리 재판에서 이례적인 온정 판결이 나오며 헤이세이 시대의 도래와 냉전의 종결과 함께 B활주로를 포함한 2기 지구 건설을 추진하고 싶던 일본 정부와 반대 운동의 쇠락을 염려하던 반대동맹 열전파 사이 대화의 기운이 무르익기 시작했다.
1990년 처음으로 과거에 있었던 사건을 사과한 운수대신 에토 다카미가 나리타 현지에서 아쓰타파와 대화한 것을 계기로 1991년부터 1993년까지 합의 형성의 장인 나리타 공항 문제 심포지엄과 나리타 공항 문제 원탁회의가 개최되었다. 정부와 주민 간 협의회의가 열린 가운데 정부 측과 반대파 측의 계속된 엇갈림의 이유에 대한 논의가 이루어졌고 운수성에서는 "공항 위치를 결정하기 전에 현지의 의견이 충분히 모아지도록 하지 않은 것은 정부의 노력부족이며 깊이 반성하고 있다"라고 말했으며 공항공단에서는 "공항 건설을 서두른 결과 지역사회에 혼란과 깊은 상처를 남겼다", "지역 의견 조성은 20여년 전에 진작에 했어야 했다"라고 각각 사과하였다.
이런 노력 결과 1995년 당시 내각총리대신이었던 무라야마 도미이치가 반대동맹에 행한 일에 사죄함과 동시에 정부, 관료, 공항공단의 과거의 잘못을 인정하였으며 공항 동쪽 주민에 대한 보상으로 시바야마 철도선 건설을 약속하면서 기노네 지구 거주자가 집단 이주에 합의하였다.

### 반대 운동의 현황

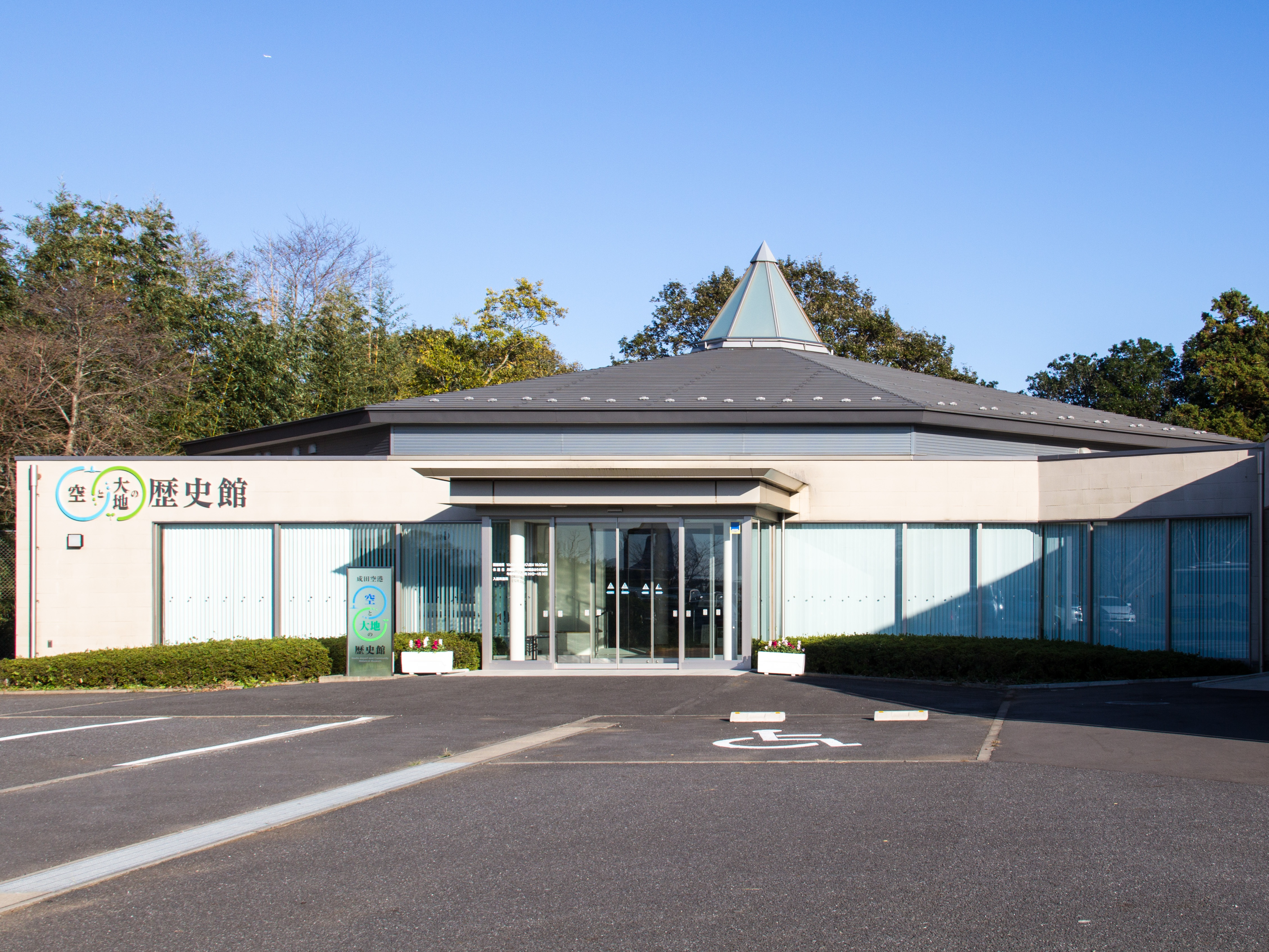
투쟁의 역사를 전하는 나리타 공항 하늘과 대지의 역사관

공항공단의 민영화로 신도쿄 국제공항은 나리타 국제공항으로 개명되었지만 원래 B활주로 건설 예정지로 지정되었던 도호 지구의 농가나 1평지주운동 토지 등 용지 매수에 아직도 응하지 않는 소유자가 남아 있다. 공항공단의 후신인 나리타 국제공항 주식회사(이하 공항회사)에 따르면 2016년 8월 말 기준 공항 부지 내 미매수지는 부지 내 거주자 2건 1.4 ha, 부지 외 거주자 4건 0.6 ha, 일반공유지 3건 0.5 ha, 1평공유지 2건 0.1 ha로 총 2.9 ha 넓이이다.
현재 나리타에서는 국가, 현, 공항 주변 시정촌, 공항회사로 구성된 4자 협의회 및 공항대책협의회, 소음대책협의회, 지자체연락협의회가 설치되는 등 대화와 문제를 해결하는 협의구조단체가 설치되었다. 또한 2011년 6월 23일에는 공항회사가 지은 산리즈카 투쟁을 후세에도 전하기 위한 시설인 나리타 공항 하늘과 대지의 역사관이 개관되었다.
여기에 후사가 없는 지역농가가 증가하는 등 2000년대 이후 환경 변화를 바탕으로 "공항 발전이 지역 발전과 직결된다"라는 생각으로 돌아서는 반대파 농민들도 나오는 반면 이제는 미미한 반대동맹을 다른 지역에 거주하면서도 계속해서 지원하는 사람도 있으며 지역을 희생해서라도 반대동맹과 같이 정치투쟁 및 반권위투쟁을 지속하는 신좌익 당파에 대한 비판도 있다.
세계에서 가장 큰 배후권 시장인 일본 수도권을 가진 나리타 공항은 처리 능력을 한계를 가졌으나 일찍이 국제 여객 취급량 및 국제 화물 취급량 측면에서 세계 최고량을 가진 동아시아 일대의 국제 항공 거점 공항이었다. 하지만 주변국에서 초대형 공항의 정비가 시작되며 특히 대한민국이 인천국제공항을 국가적으로 지원하며 일본의 항공 시장에 대한 공세를 펼치는 가운데 도미사토에서의 저항으로 공항 크기가 줄어들고 오랫동안 지속된 반대 운동으로 산리즈카 공항 계획안이 완성되지 못하면서 나리타 공항의 국제적인 지위는 상대적으로 계속 하락해갔다.
하네다 공항에 재국제화를 거친 현재에도 2019년 기준 나리타 공항은 일본 제1의 국제공항이며, 저가 항공사(LCC)의 정착과 증가하는 방일 외국인 여행객의 지원으로 운송취급량은 증가하고 있지만 2016년 기준 나리타 공항의 국제선 여객취급량은 세계 순위 18위까지 하락하였다.

## 산리즈카 투쟁의 영향
나리타 공항 건설에서 화근이 된 일본 정부의 정책과 그로 인해 발생한 산리즈카 투쟁은 양측에게 너무나도 비참한 결과를 가져왔다. 이를 계기로 일본에서는 공공 사업을 둘러싸고 분쟁이 일어나고 있는 현장에서 “합의 형성의 노력을 하지 않은 채 힘에 의지해 사업을 진행하면 힘에 의한 저항을 낳는다.”는 산리즈카 투쟁의 교훈을 담은 “나리타처럼 되지 말자”(成田のようにならないようにしよう )라는 표어가 등장했다.
내륙의 나리타에서는 공항 용지 취득이나 항공기 소음 등의 문제가 현저하게 발생할 수 밖에 없는데, 산리즈카 투쟁에 의한 막대한 손실을 부른 경험을 계기로 일본의 공항 건설은 그러한 장벽이 낮은 해상이나 원격지에서 건설되는 것이 많아졌다. 이는 일본 각지에 위치한 공항의 편리성 저하와 비용 증가로 이어졌다. 또한 토지수용과 행정대집행도 신중하게 실시되도록 되었으니, 산리즈카 투쟁은 일본 공공사업 전반에 엄청난 영향을 미친 것이다.
나리타 하늘과 대지의 역사관은 국가공무원 종합직 초임자와 나리타공항회사 신입사원 연수에 포함되어 있다. 제2의 나리타를 만들지 않도록 산리즈카 투쟁의 교훈을 살리기 위한 노력이라 한다.
한편 개발에 반대하는 주민 측에서도 실력 투쟁에서 주민투표 등으로 투쟁방식을 바꾸는 전환점이 되었다고 여겼으며. 특히 장기간에 걸친 투쟁을 거쳐 이루어진 나리타 공항 문제 심포지엄이나 일본에서 최초로 원탁회의 방식을 채택한 문제 대처 방안인 나리타 공항 문제 원탁회의는 이후 일본에서의 공공 사업 실시 과정의 모델 케이스가 되었는데, 일본의 원자력 정책, 나가라강 하구둑, 얀바댐을 비롯한 일본 전국 각지에서 행해지던 주민운동의 참고사례가 되었다.
관제탑 점거사건 등은 일본 국외에도 크게 보도되어 산리즈카 투쟁의 모습은 영화나 음악 등 예술작품의 테마로 사용되었고, 공공사업의 실패사례로서 큰 주목을 받았다. 예컨대 서독에서는 나리타와 같은 시기에 계획된 뮌헨의 공항건설에 있어서 나리타 공항 문제에 대한 철저한 연구분석을 선행했다. 1969년 공항건설을 결정한 바이에른주 정부는 20년간 259회에 이르는 공청회를 개최하여 반대파를 설득했고, 공항계획이 일부 축소되기는 했지만 최종적으로 착공 5년 후인 1992년 5월 프란츠 요제프 슈트라우스 공항이 개항되어 오늘날 유럽 공항의 일각을 이루고 있다.

## 자료 사진

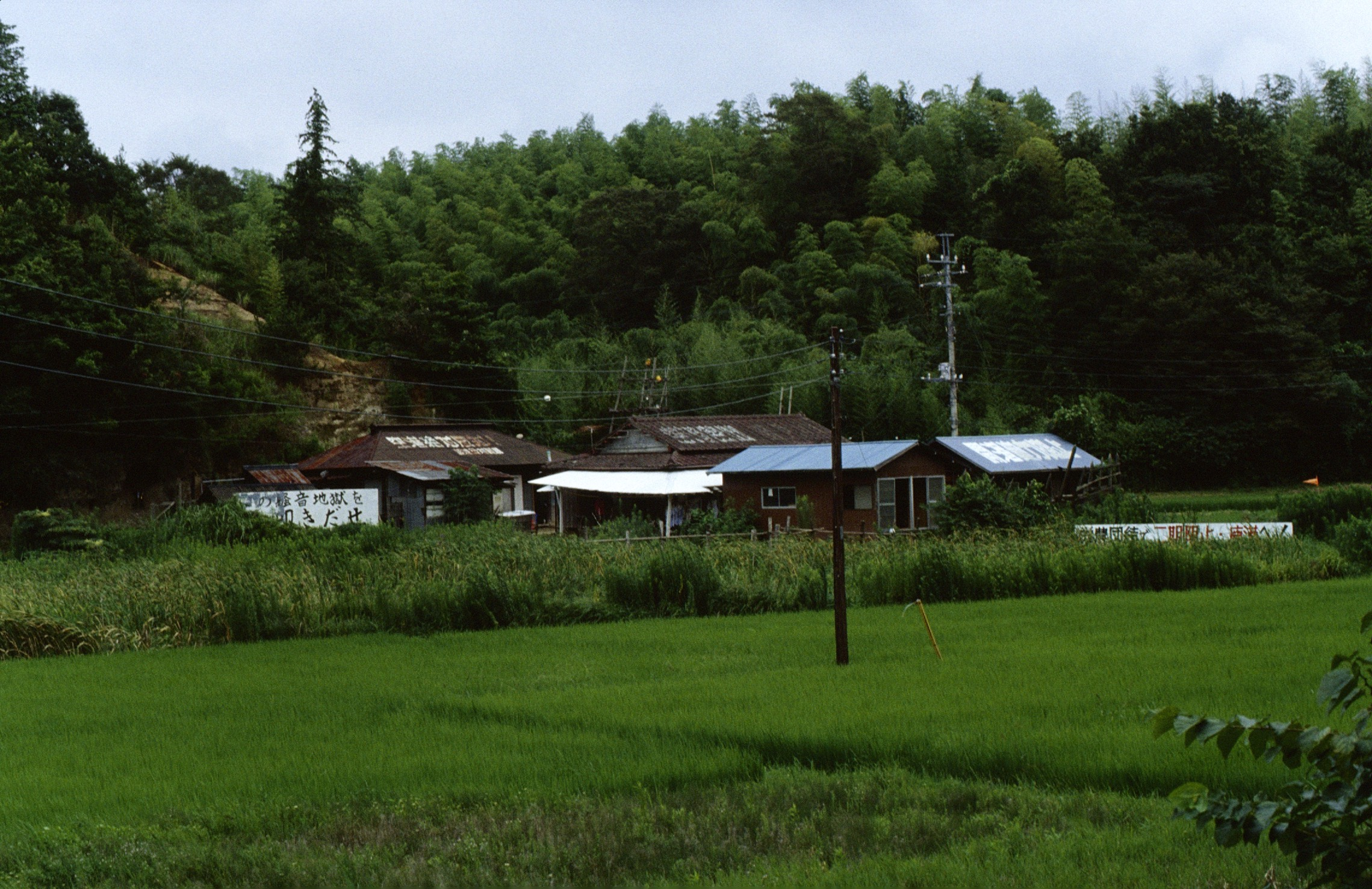
공항반대파 농가 (1982년)
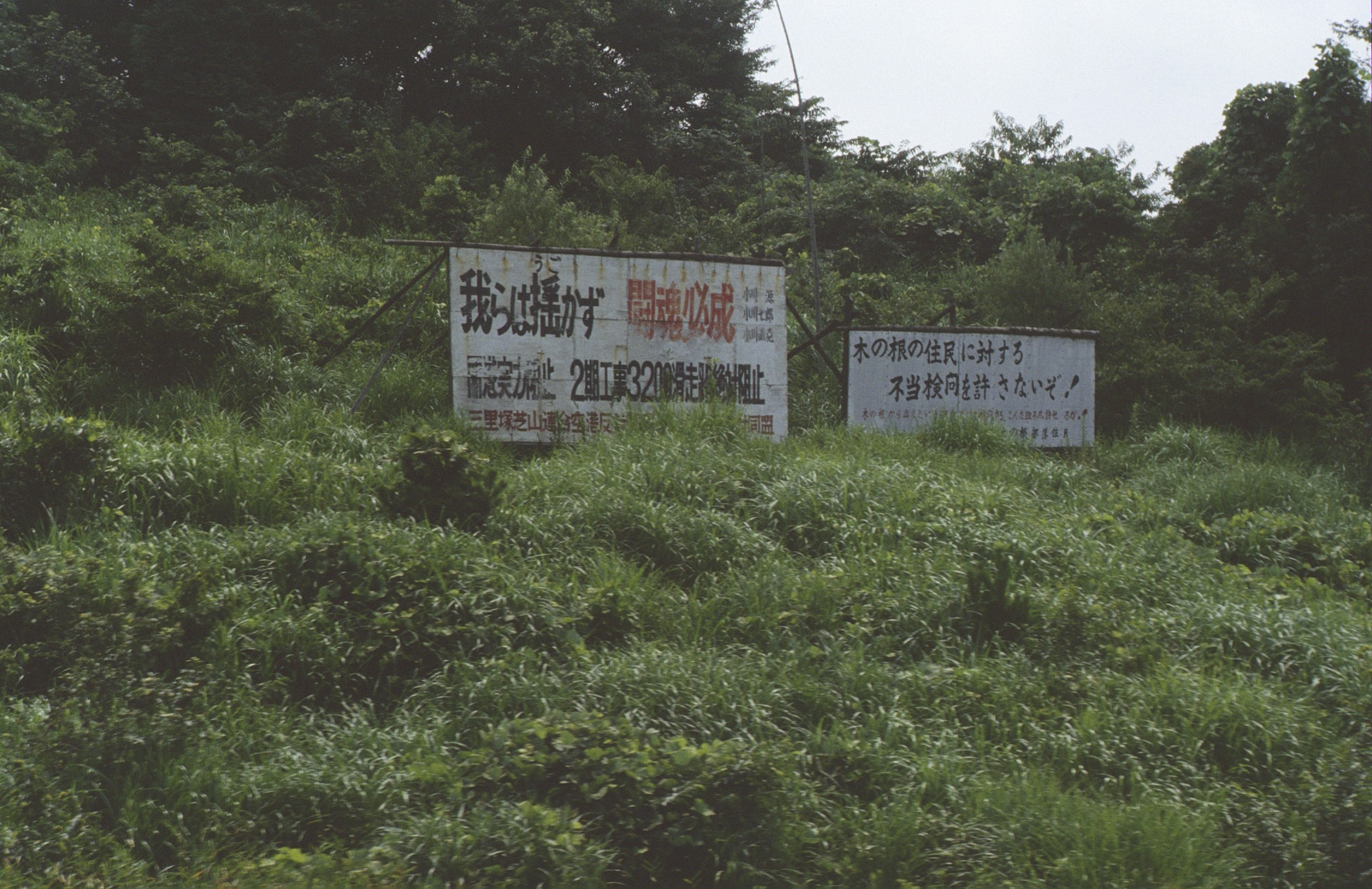
슬로건 “2기 3200 활주로 절대 저지” （1982년）
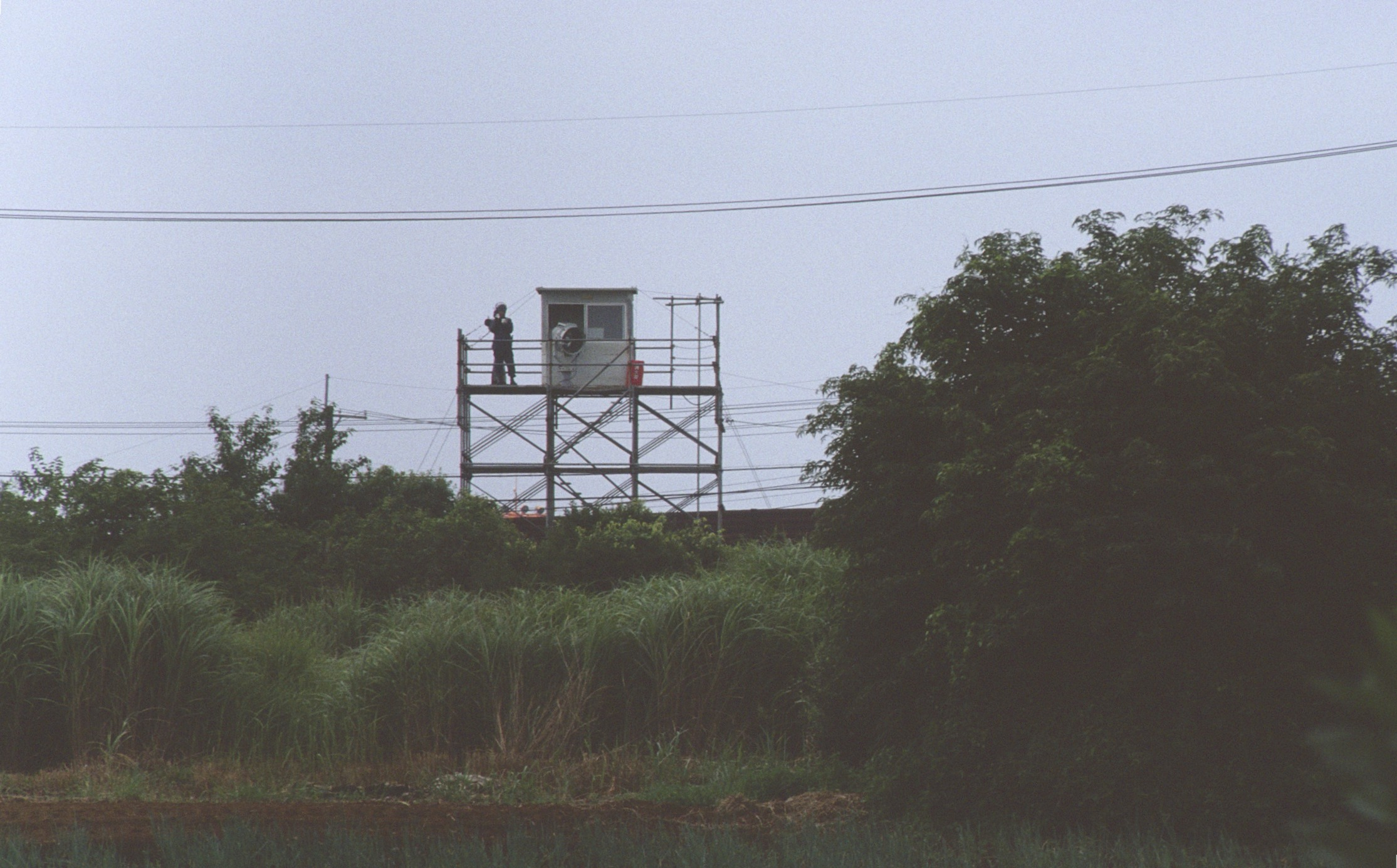
공항반대파를 감시하는 공항경비대 경찰리 （1982년）
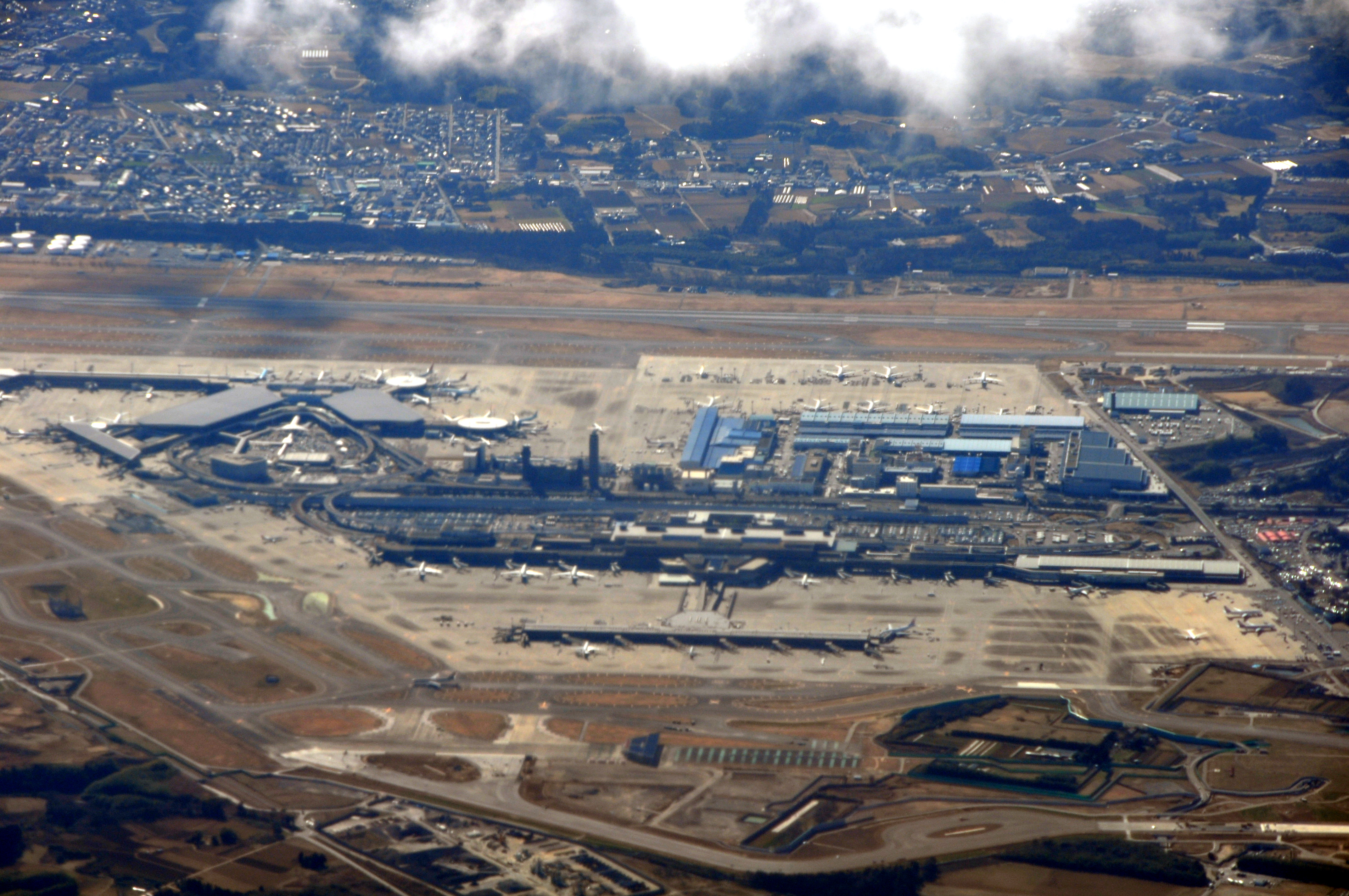
2기지구의 미매수지 （2009년）
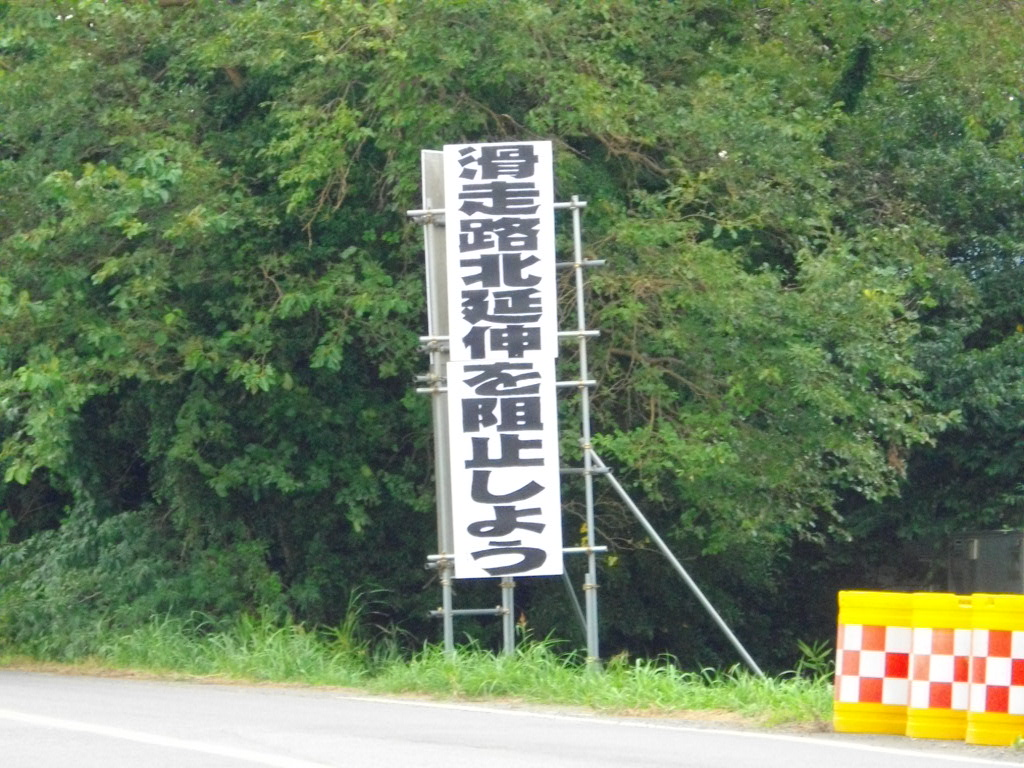
슬로건 “활주로 북쪽 연장을 저지하자” (2009년)
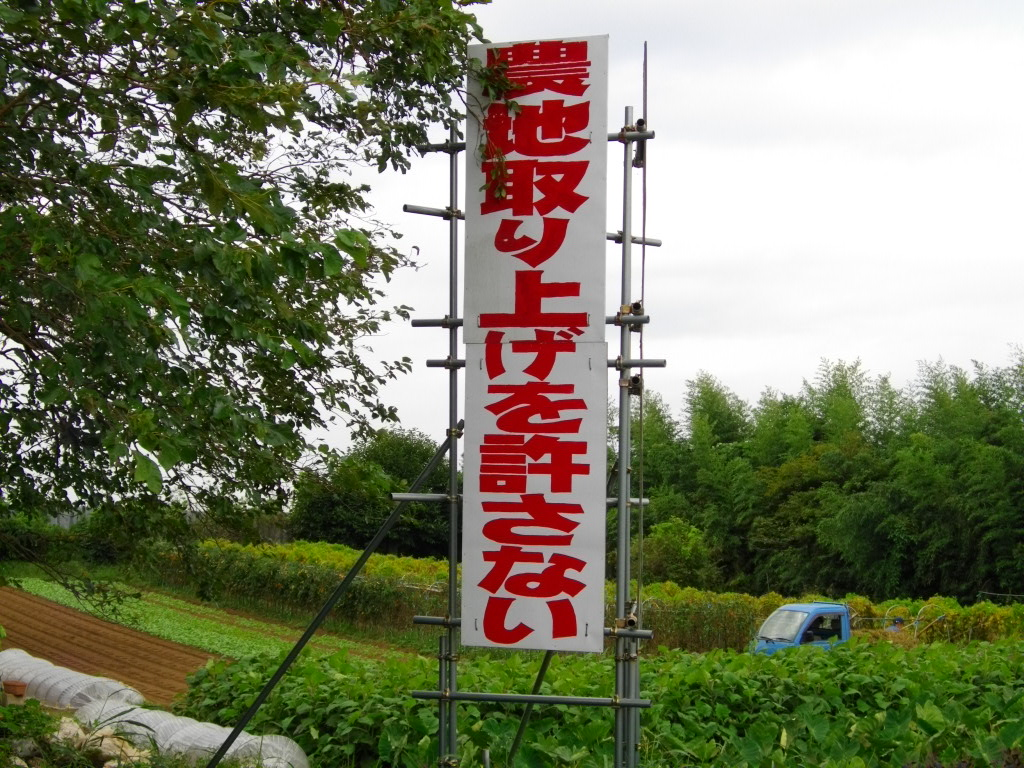
슬로건 “농치 취상 불허한다” (2009년）
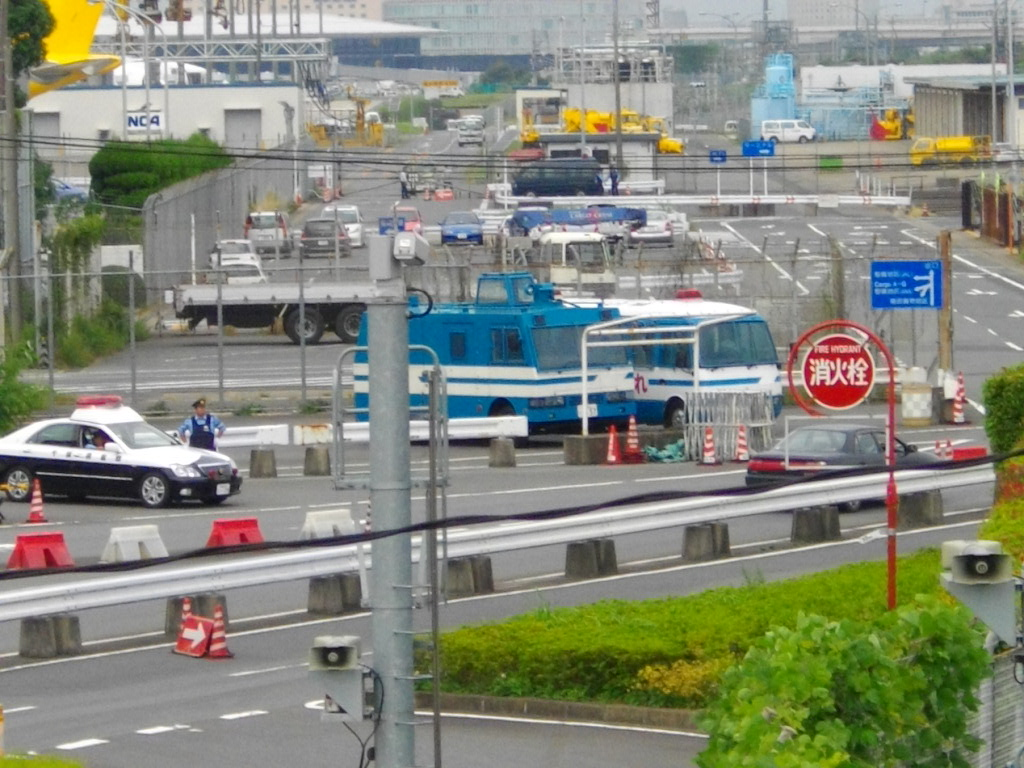
공항입구 부근에서 침입자에 대비하는 공항경비대 (2009년)
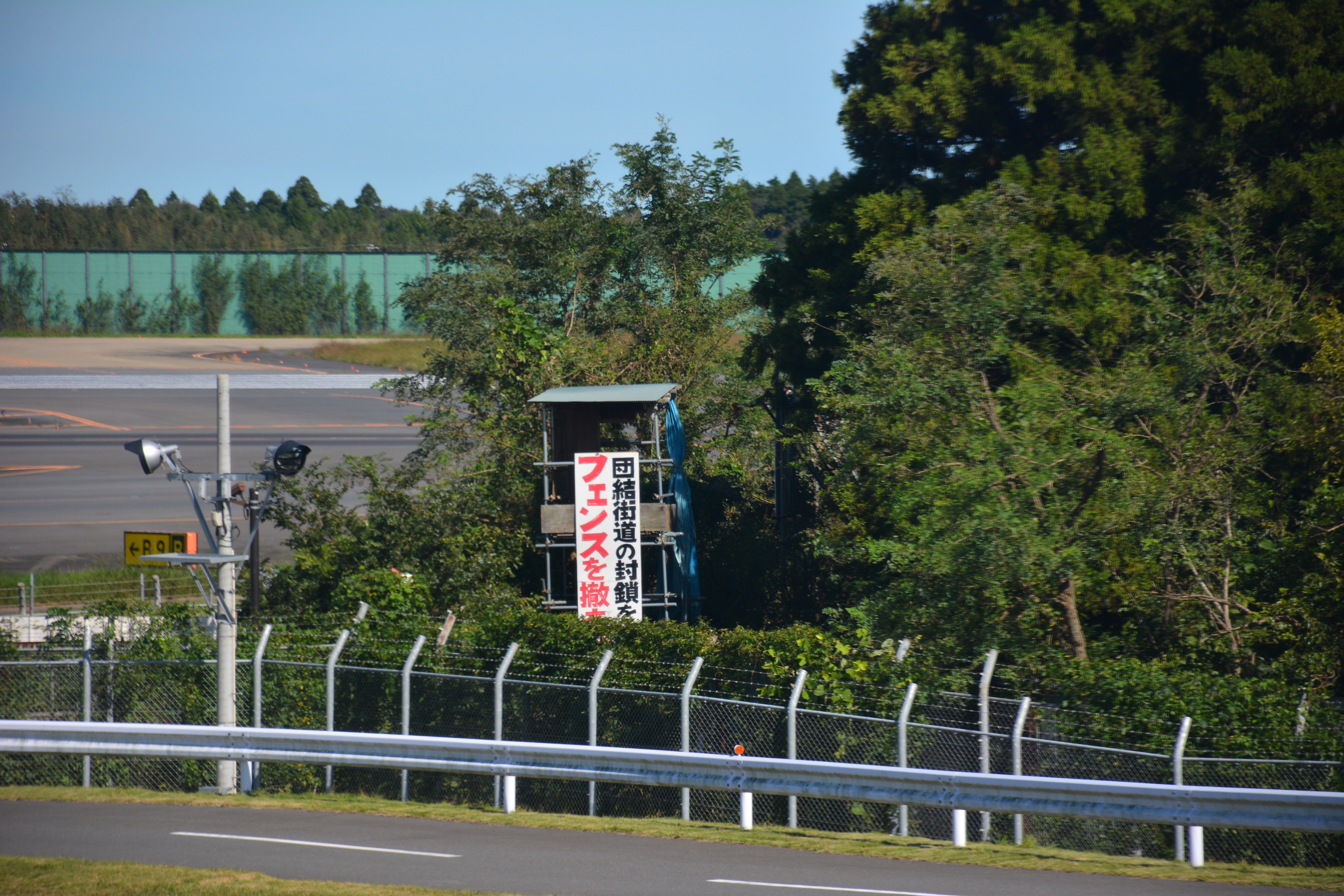
슬로건 “단결가도의 봉쇄를 그만두어라! 펜스를 철거하라!” (2016년)
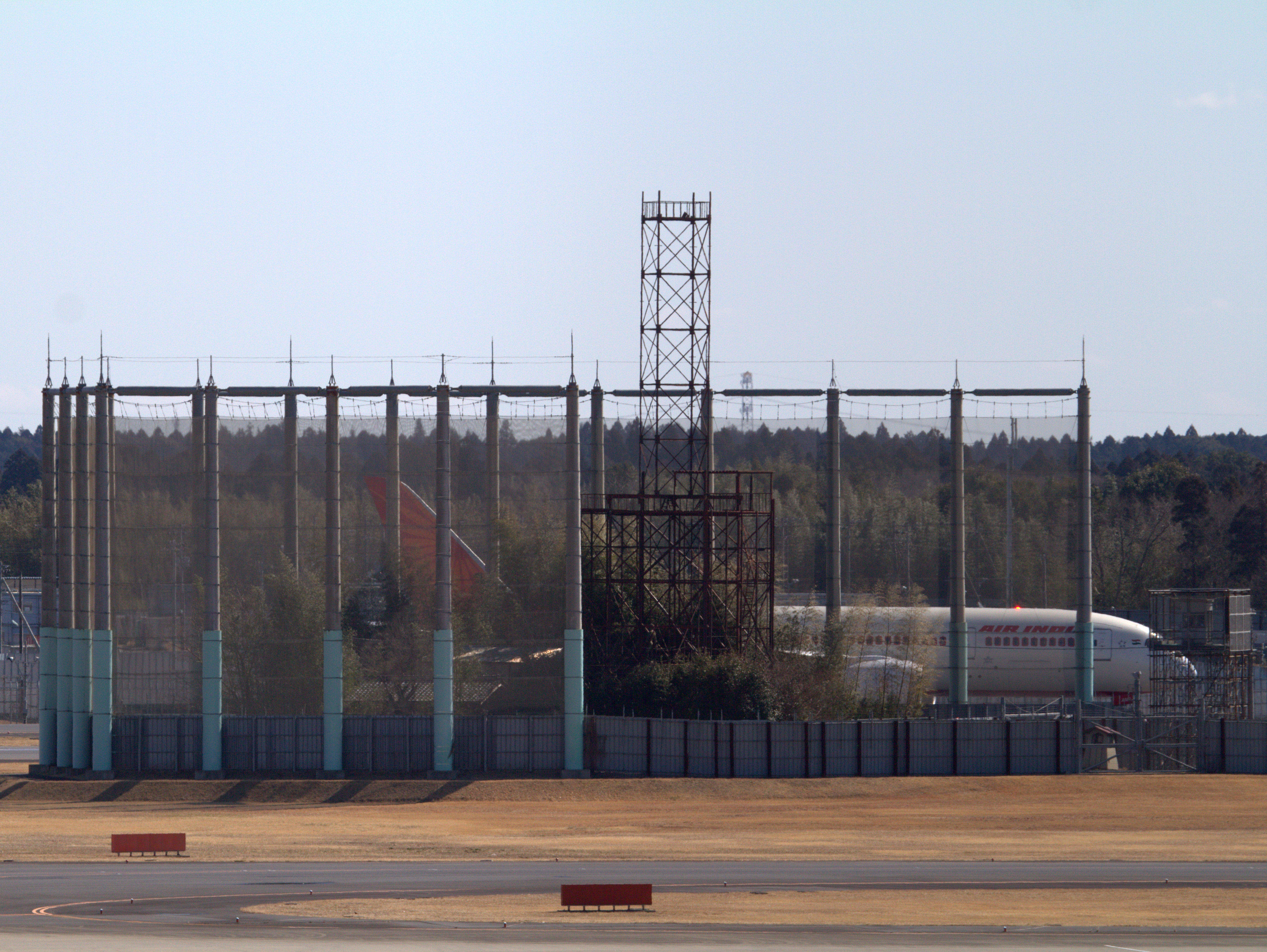
요코보리 대철탑 (2017년)
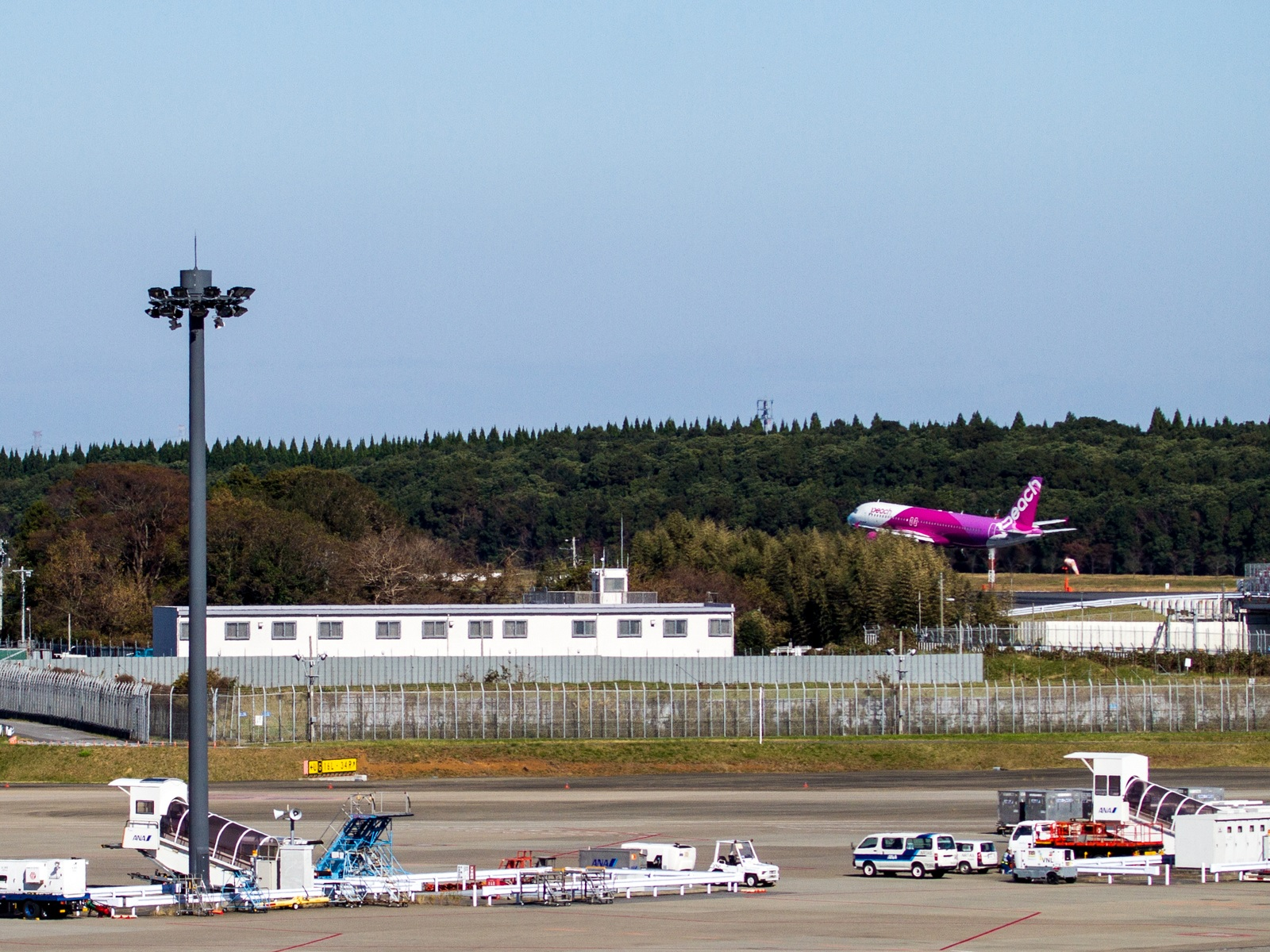
토호지구의 미매수지. 흰 건물은 경찰시설 (2017년)
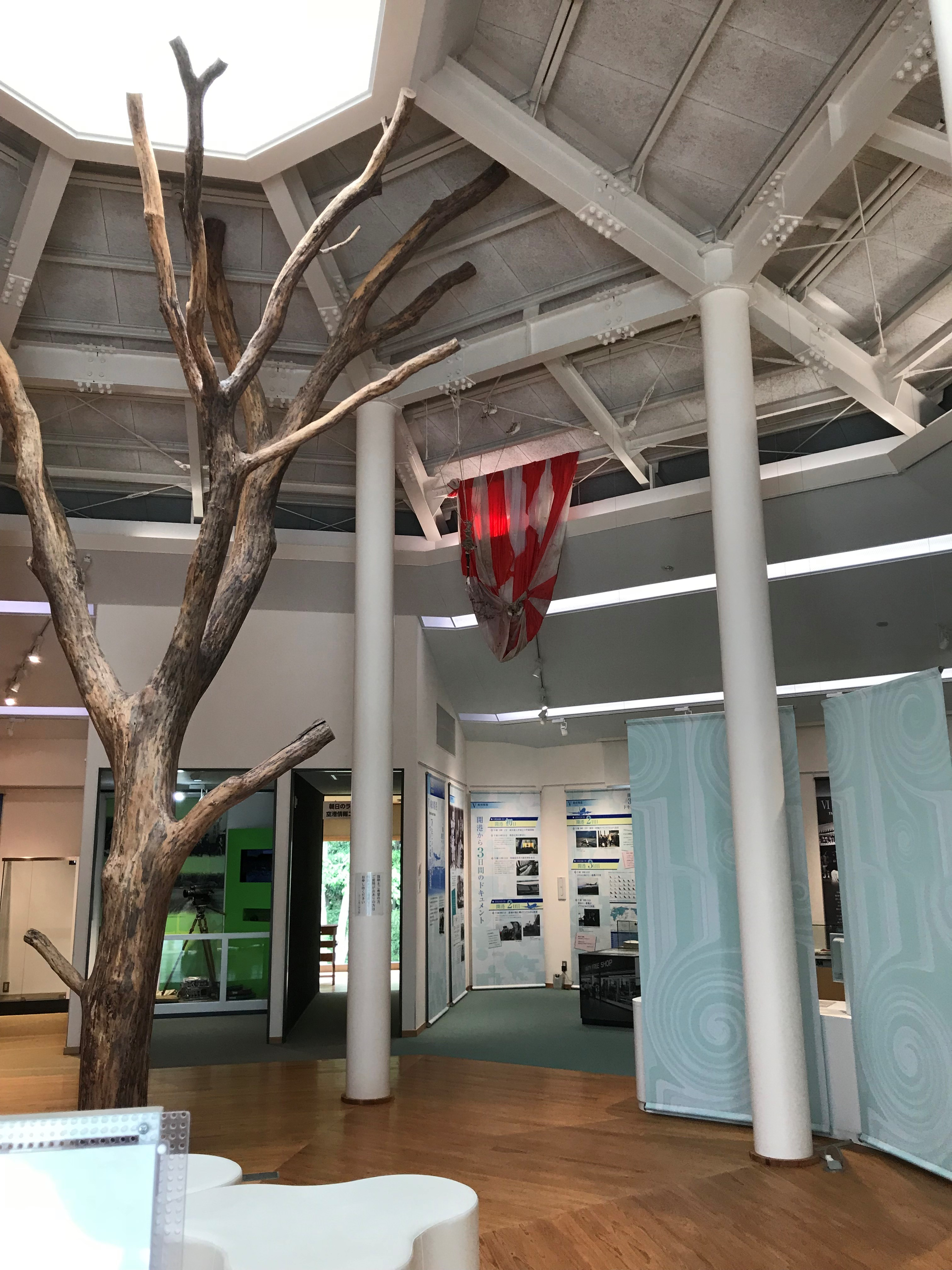
공항 반대파가 항공기 운항을 방해할 때 이용한 풍선 (역사관 전시)
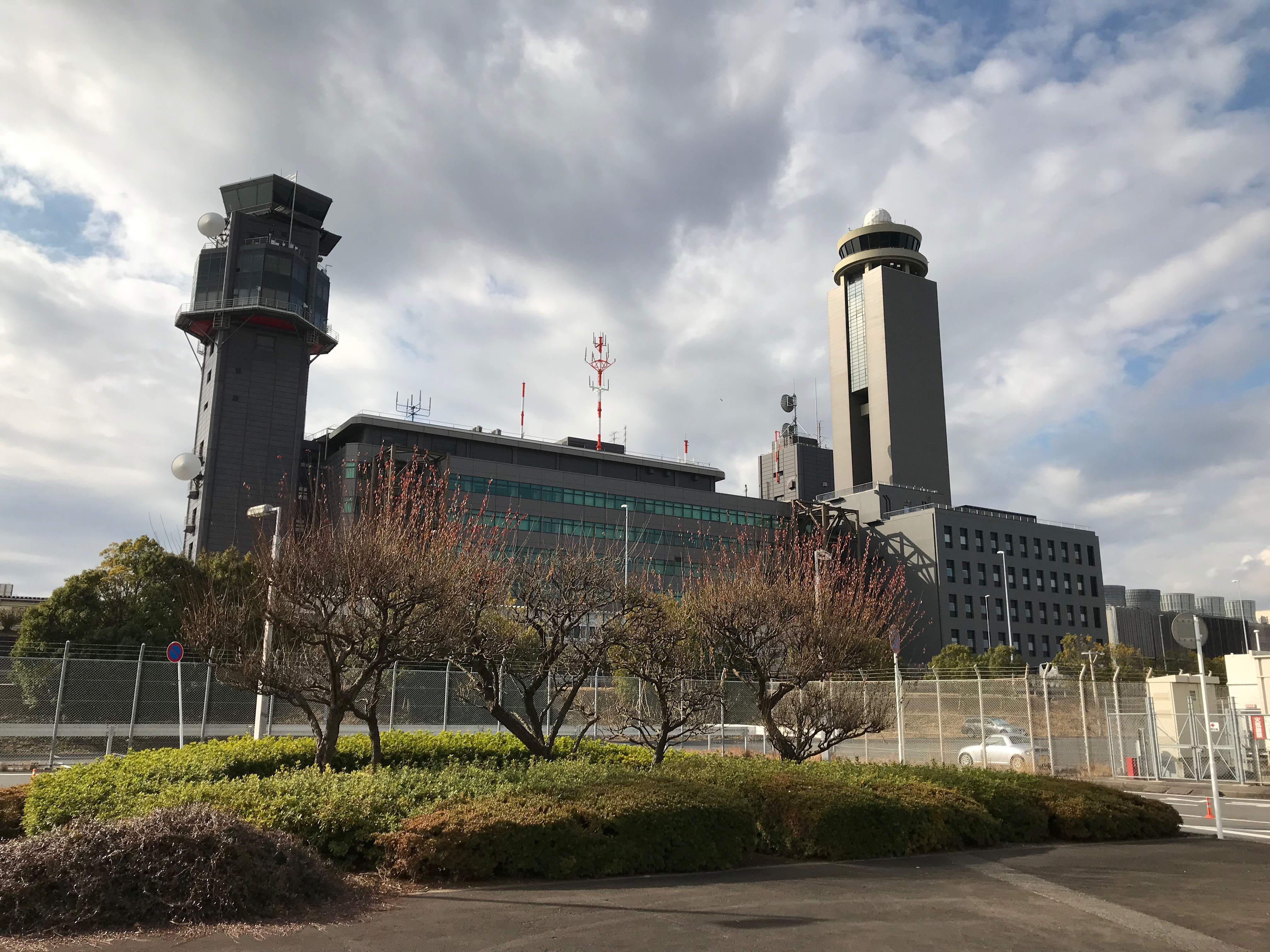
1평공유지에 이식된 매화나무와 관제탑 점거사건의 무대가 된 램프 컨트롤타워(왼쪽)
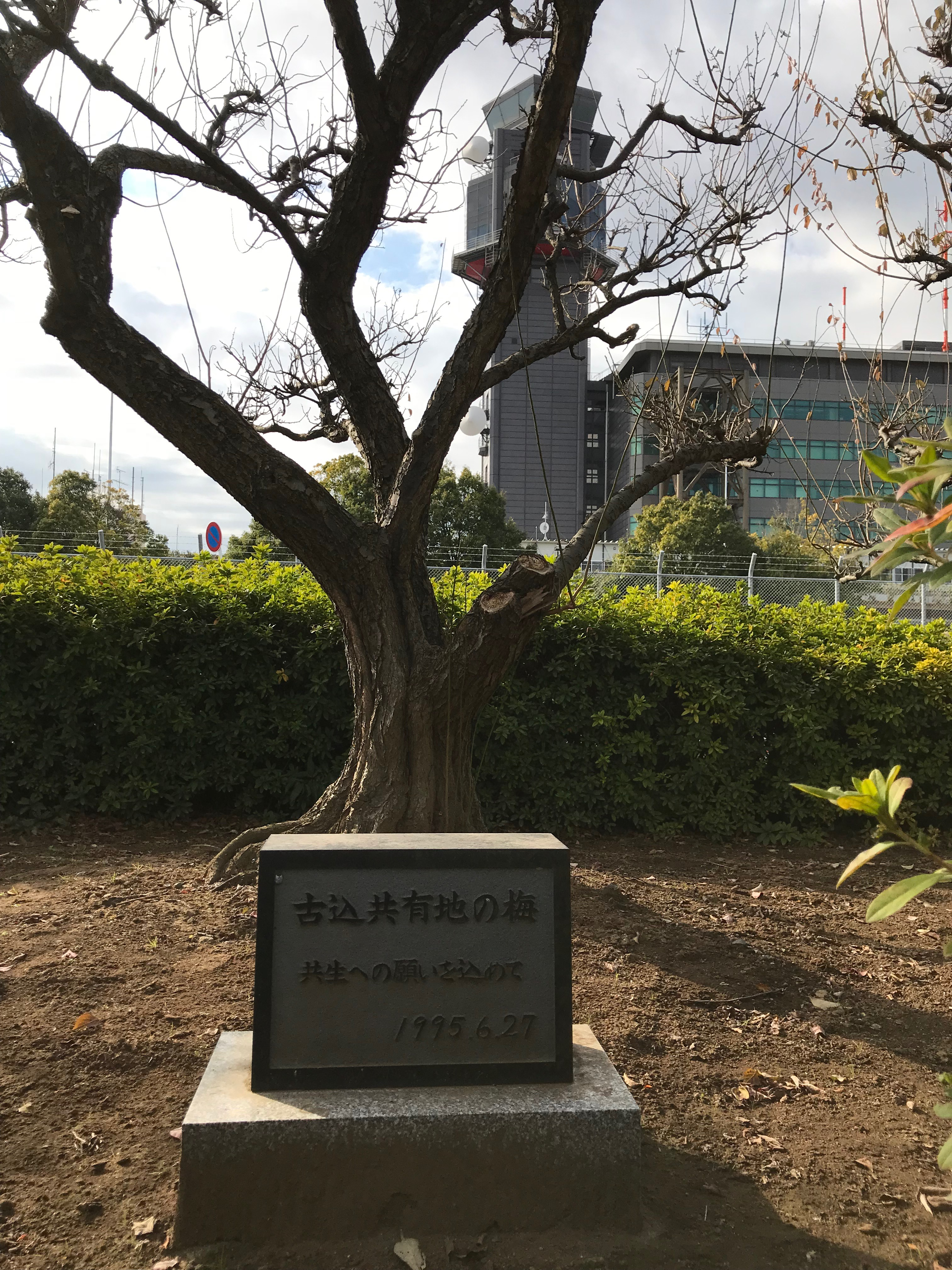
“옛 공유지의 매화 상생을 기원하며 넣는다 1995.6.27”
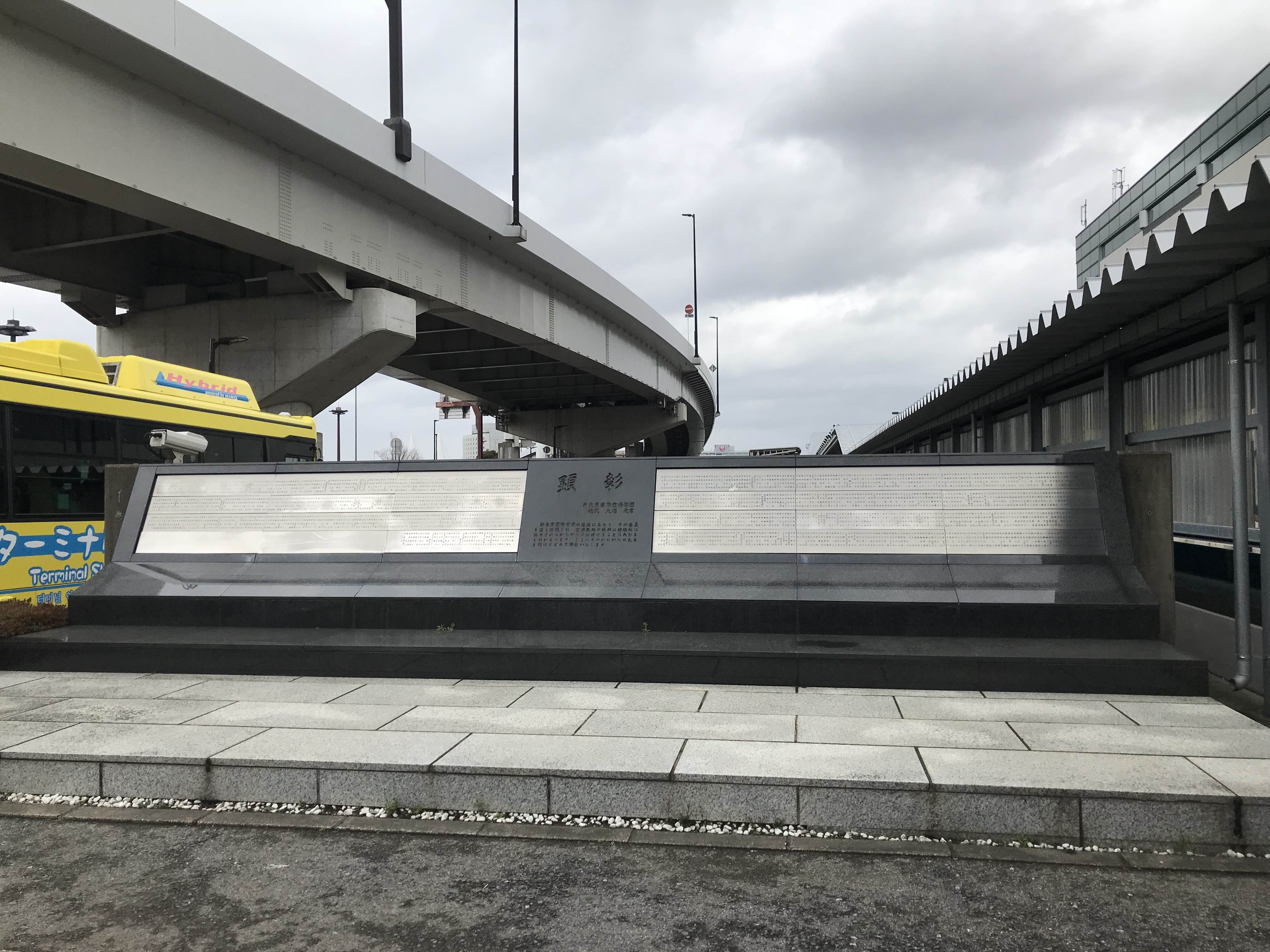
공항 내에 설치되어 있는 공항용지 제공자의 현창비
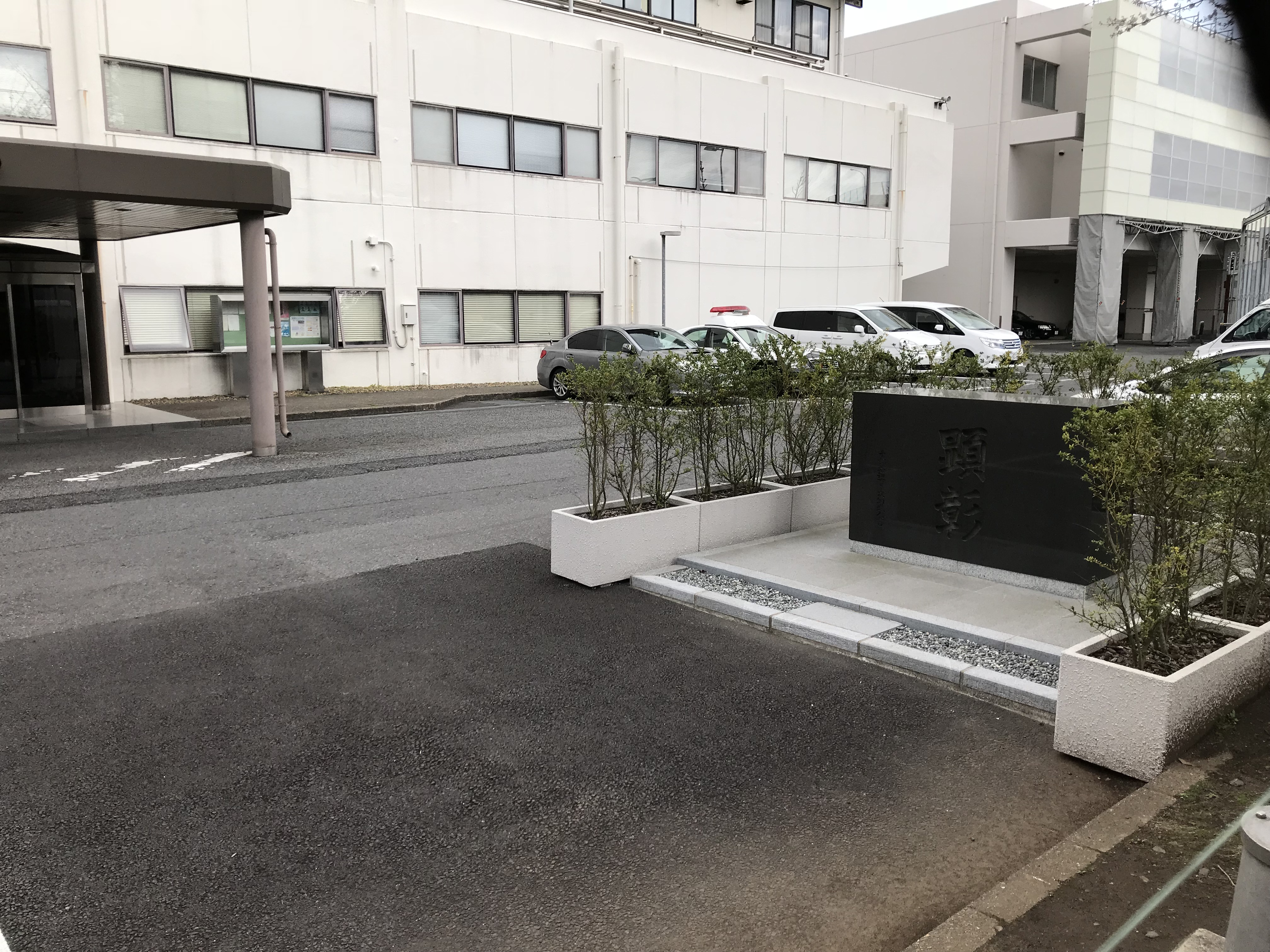
나리타 공항 경비대로서 순직한 경찰관리 헌창비
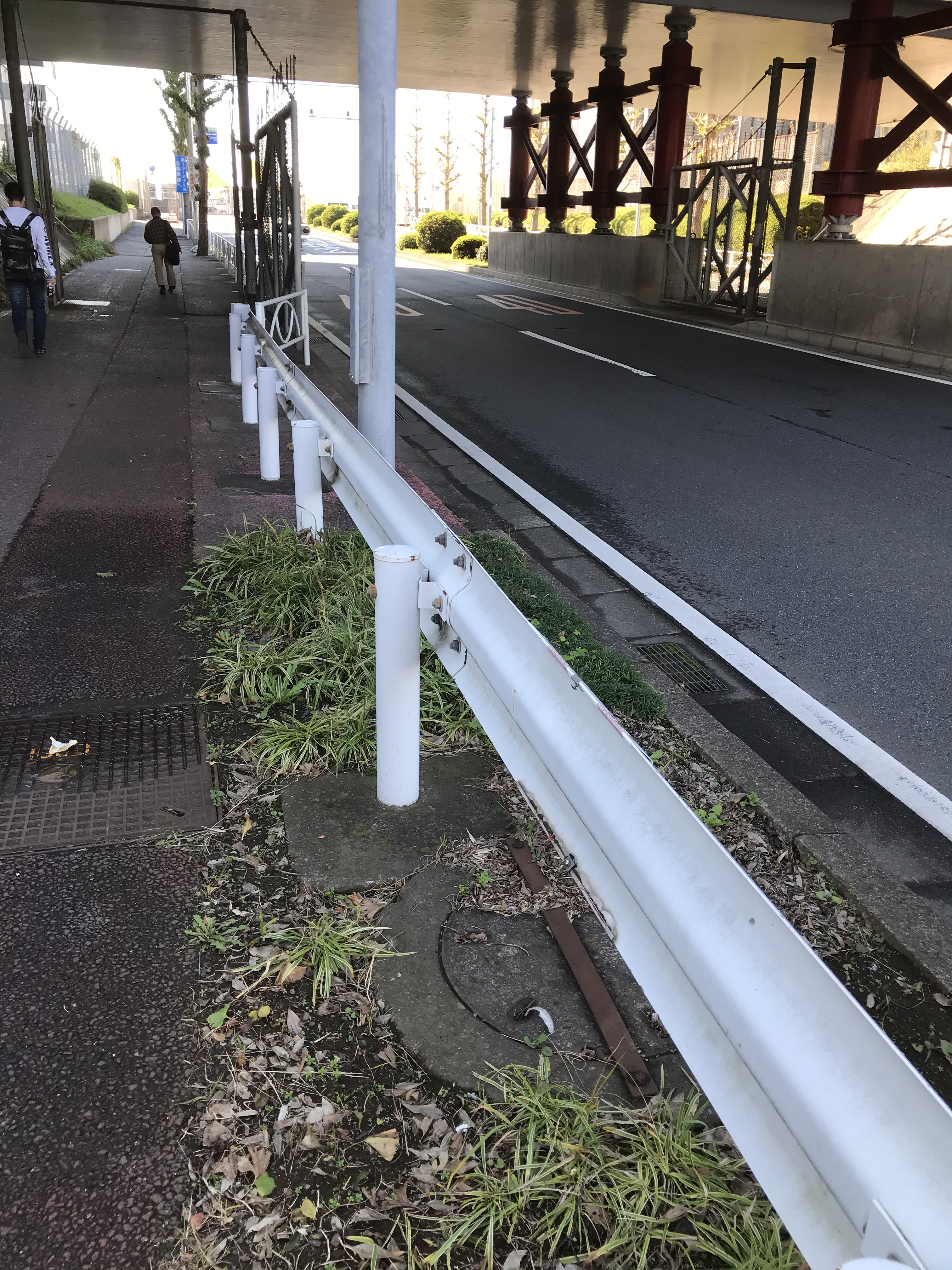
과격파 대책으로 봉인된 나리타 공항 내부 맨홀

## 같이 보기
- 스나가와 투쟁

## 참고 자료
- 朝日ジャーナル編集部, 편집. (1970년 5월), 《三里塚 : 反権力の最後の砦》, 三一新書 697, 東京: 三一書房, ISBN 9784380700088
- 航空政策研究会, 편집. (1973년 8월), 《新東京国際空港と地元県の立場》
- 飯高春吉 (1976년 8월), 《北総の朝あけ : 成田空港闘争と警備の記録》, 千葉県: 千葉日報社出版局, ASIN B000J8VURA
- 大坪景章 (1978년 4월),  東京新聞千葉支局, 편집., 《ドキュメント成田空港 : 傷だらけの15年》, 東京: 東京新聞出版局, ISBN 9784808301897
- 佐藤文生 (1978년 4월), 《はるかなる三里塚 : インサイド·レポート成田空港》, 東京: 講談社, ASIN B000J8PGVG
- 戸村一作 (1980년 3월), 《わが三里塚 : 風と炎の記録》, 東京: 田畑書店, ASIN B000J8A3R8
- 針生一郎, 편집. (1980년 3월), 《シンポジウム三里塚の思想》, 東京: 柘植書店
- 松岡秀雄 (1981년 5월), 《成田空港って何だろう》, 東京: 技術と人間, ASIN B000J7VJV8
- 友納武人 (1981년 10월), 《疾風怒濤 : 県政二十年のあゆみ》, 東京: 社会保険新報社, ASIN B000J7OZHI, doi:10.11501/9773996
- 佐藤文生 (1985년 12월), 《日本の航空戦略 : 21世紀のエアポート》, 東京: サイマル出版会, ISBN 9784377306903
- D.E.アプター (1986년 6월), 《三里塚 もうひとつの日本》, 번역 澤良世, 東京: 岩波書店, ISBN 9784000008778
- 新東京国際空港公団, 편집. (1987년 3월), 《新東京国際空港公団 20年のあゆみ》
- 公安調査庁, 편집. (1993년 4월), 《成田闘争の概要》
- 宇沢弘文 (1992년 2월), 《「成田」とは何か 戦後日本の悲劇》, 岩波書店, ISBN 978-4004302162
- 成田空港問題シンポジウム記録集編集委員会, 편집. (1995년 3월), 《成田空港問題シンポジウム記録集》
- 隅谷三喜男 (1996년 10월), 《成田の空と大地 闘争から共生への途》, 岩波書店, ISBN 978-4000015462
- 北原鉱治 (1996년 5월), 《大地の乱 成田闘争 三里塚反対同盟事務局長の30年》, お茶の水書房, ISBN 978-4275016294
- 朝日新聞成田支局 (1998년 6월), 《ドラム缶が鳴りやんで 元反対同盟事務局長石毛博道·成田を語る》, 四谷ラウンド, ISBN 978-4946515194
- 周辺住民による成田空港問題フォーラム実行委員会, 편집. (1999년 7월), 《周辺住民による成田空港問題フォーラム記録集》
- 杉浦一機 (1999년 9월), 《空港ウォーズ 日本は「大航空時代」に生き残れるか》, 中央書院, ISBN 978-4887320802
- 原口和久 (2000년 5월), 《成田空港365日 1965-2000》, 崙書房, ISBN 978-4845510672
- 『三里塚の土に生きる』を刊行する会, 편집. (2000년 12월), 《三里塚の土に生きる 東峰·島村一家のあゆみ》, 街から舎, ISBN 978-4939139031
- 福田克彦 (2001년 10월), 《三里塚アンドソイル》, 平原社, ISBN 978-4938391263
- 原口和久 (2002년 4월), 《成田 あの1年》, 崙書房, ISBN 978-4845501779
- 前田伸夫 (2005년 7월), 《特命交渉人用地屋 1965-2000》, アスコム, ISBN 978-4776202592
- 財団法人千葉県史料研究財団, 편집. (2007년 3월), 《千葉県の歴史 資料編 近現代９社会·教育·文化3》, 千葉県
- 萩原進 (2008년 11월), 《農地収奪を阻む 三里塚農民怒りの43年》, 編集工房朔, ISBN 978-4434125546
- 大和田武士; 鹿野幹夫 (2010년 4월), 《「ナリタ」の物語 1978年開港から》, 崙書房, ISBN 978-4845501960
- 嘉瀬井, 恵子 (2015), 《風土論からみた合意形成プロセスに関する研究》, 立教大学, doi:10.14992/00011526, 2021년 4월 1일에 확인함
- 水谷保孝; 岸宏一 (2015년 5월), 《革共同政治局の敗北1975〜2014　あるいは中核派の崩壊》, 白順社, ISBN 978-4834401646
- 伊藤睦 編 (2017년 5월), 《三里塚燃ゆ 北総台地の農民魂》, 平原社, ISBN 978-4938391607
- 大学共同利用機関法人 人間文化研究機構 国立歴史民俗博物館, 편집. (2017년 10월), 《「1968年」 無数の問いの噴出の時代》, 一般財団法人歴史民俗博物館振興会